# Richelieu (cuirassé de 1939)
Pour les autres navires du même nom, voir Richelieu (navire).
Le Richelieu est un cuirassé de la Marine nationale française construit à partir de 1935, baptisé en l'honneur du cardinal de Richelieu, pour le rôle fondateur de ce ministre dans la création d'une première puissance navale française au début du XVIIe siècle.
Premier cuirassé français de classe Richelieu, d'un déplacement égal au maximum autorisé à l'époque par les traités de limitation des armements navals (35 000 tonnes), il était destiné à contrer les cuirassés italiens de la classe Littorio.
C'était une version plus puissante de la classe Dunkerque, dont il reprenait la disposition spécifique de l'artillerie principale en deux tourelles quadruples à l'avant, mais cette fois au calibre de 380 mm.
Le Richelieu, échappé de Brest en juin 1940 dans des conditions difficiles devant l'avance allemande, fut ensuite impliqué du côté des autorités de Vichy face aux forces britanniques en 1940, à Dakar, où il est torpillé le 8 juillet, et où il échappe avec des dégâts légers, à une attaque conjointe des Britanniques et des Forces françaises libres du 23 au 25 septembre.
Après les débarquements alliés en Afrique du Nord, il passe du côté des Alliés en décembre 1942. Modernisé aux États-Unis en 1943, le Richelieu opéra dans l'Océan Indien, en 1944-1945, sous commandement britannique, contre les Japonais, puis participa au retour des troupes françaises en Indochine.

## Contexte
Lorsque le Dunkerque est mis sur cale le 24 décembre 1932, cela fait presque dix-neuf ans qu'un cuirassé français n'a plus été mis en chantier, et la décision qui vient d'être prise l'a été à l'issue d'une période de tergiversations de près de six ans.
À la fin des années 1920, les plus puissants cuirassés sont des navires armés de huit pièces d'artillerie principale, en quatre tourelles doubles, réparties également entre l'avant et l'arrière, soit de 381 mm (classes Queen Elizabeth, ou Revenge), soit de 406 mm (classes Maryland, ou Mutsu japonais) qui ont été conçus avant le traité de Washington, et dont la vitesse atteint au maximum 24 nœuds (avec la classe Queen Elizabeth) voire 26-27 nœuds (la classe Mutsu). Sortent du lot, les deux cuirassés de la classe Nelson, avec trois tourelles triples de 406 mm, toutes à l'avant, inspirés des projets de croiseurs de bataille britanniques G3, datant de 1921, mais avec un tonnage réduit de près d'un tiers, d'où une coque moins longue et moins hydrodynamique, avec moins d'espace pour les machines et une vitesse de 23 nœuds seulement. Dans les eaux européennes, trois bâtiments britanniques, conçus avant 1918, sont dotés d'une vitesse supérieure à 30 nœuds, conformément aux idées de Lord Fisher. Celui-ci considérait la vitesse comme un moyen de défense plus important que le blindage. Ce sont les deux croiseurs de bataille de la classe Renown, armés de six pièces de 381 mm en trois tourelles doubles, et un troisième, le HMS Hood, armé de huit pièces de 381 mm en quatre tourelles doubles. Le HMS Hood est alors, parmi les bâtiments de ligne à flot, le plus grand, le plus lourd et un des plus rapides.

### Les projets inaboutis des années 1920
L'Amirauté française à la fin de la décennie 1920, sous l'emprise des limitations des armements navals édictées par le traité naval de Washington, n'a pas cherché à mettre au point un cuirassé qui rivaliserait avec les mastodontes britanniques, américains ou japonais. Elle s'est contentée de modernisations des cuirassés de la classe Courbet et de la classe Bretagne qui datent de la Première Guerre mondiale, modernisations que le traité de Washington autorise plus profondes que pour les marines américaine, britannique et japonaise. Mais pour contenir une menace italienne, exercée sur les communications entre la France et l'Afrique du Nord, par les croiseurs lourds de 10 000 tonnes dont les premières unités, la classe Trento, seront mises en service en 1927-28, le chef d'état-major général de la Marine le vice-amiral Salaün, fait étudier en 1926 un projet de navires « tueurs de croiseurs ». Ils sont définis comme des navires de ligne d'un tonnage égal à la moitié du tonnage maximum que le traité de Washington a fixé pour construire des cuirassés, soit 17 500 tonnes. Pour l'artillerie principale, on envisage deux tourelles quadruples de 305 mm, à l'avant, la protection doit permettre de résister aux obus de 203 mm et la vitesse doit atteindre 34 à 35 nœuds. Ces navires puissamment armés et très rapides pour leur déplacement, auraient eu néanmoins une protection insuffisante pour figurer dans la ligne de bataille.
En 1927-28 le vice-amiral Violette, nouveau chef d'état-major général de la Marine, oriente les études vers des navires d'un déplacement supérieur, définis comme des « croiseurs de bataille de 37 000 tx ». Il s'agit en fait de réfléchir à la construction de cuirassés de 35 000 tonnes, un déplacement « normal » de 37 000 tx, correspondant à un déplacement « standard », tel que défini par le Traité naval de Washington, de 32 000 tonnes à 33 000 tonnes. Les plans retrouvés montrent des navires ayant une silhouette inspirée des croiseurs de la classe Suffren, avec deux cheminées inclinées et portant trois tourelles d'artillerie principale, deux superposées à l'avant, une à l'arrière, une artillerie secondaire de 130 mm en tourelles quadruples et une artillerie anti-aérienne constituée d'affûts simples de 90 mm, vraisemblablement le Modèle 1926 qui a été mis en place sur les croiseurs lourds Colbert et Foch. Les installations d'aviation sont situées au centre des navires, avec deux catapultes latérales, une grue entre les cheminées et un hangar accueillant quatre hydravions, entre la cheminée avant et le bloc passerelle.
Deux types de navires ont été dessinés, le premier qui date de 1927-28, aurait eu une artillerie principale de douze canons de 305 mm en tourelles quadruples, une artillerie secondaire anti-navires de douze canons de 130 mm en trois tourelles, l'artillerie antiaérienne (AA) en huit canons de 90 mm AA, et douze tubes de 37 mm AA Modèle 1925, et enfin deux plates-formes triples de tubes lance-torpilles. La protection aurait comporté une ceinture blindée verticale de 220 à 280 mm, un pont blindé principal de 75 mm, et pour la protection anti-torpilles des compartiments situés entre une cloison longitudinale de 50 mm et la coque, servant de soutes à mazout mais également à charbon, même sans avoir de chaudières fonctionnant au charbon comme c'était le cas sur les croiseurs Foch et Dupleix. La propulsion, en deux groupes associant turbines et chaudières, entrainant chacun deux lignes d'arbres, développant ainsi 180 000 ch, aurait permis d'obtenir une vitesse de 33 nœuds, grâce à une coque de 254 m de long pour 30,5 m de large. Le second type, datant de 1928, aurait été un cuirassé rapide plutôt qu'un croiseur de bataille, avec trois tourelles doubles de 406 mm et quatre tourelles quadruples de 130 mm. L'autre différence importante résidait dans la propulsion, moins puissante sans doute d'un tiers, une coque un peu plus courte (235 m) et plus large (31 m), d'où une vitesse de 27 nœuds, le gain de poids sur les machines et la coque plus courte permettant un meilleur blindage.
Mais la construction de bâtiments de cette taille, avec une coque de 235 m ou plus, aurait excédé les capacités techniques des chantiers de construction navale français, dont la plus grande forme de construction dans un arsenal était le bassin du Salou à Brest, qui est long de 200 m. Le plus grand navire français de l'époque était le paquebot Île-de-France mis en service en 1927, de 245 m, seulement. Pour le futur transatlantique géant Normandie qui dépassera 313 m, il faudra que les Ateliers et Chantiers de la Loire à Penhoët construisent une nouvelle cale de construction, dite cale no 1. La construction de telles infrastructures, s'ajoutant au coût de la construction proprement dite, aurait déséquilibré complètement le budget de la Marine Nationale, et compromis le programme de construction des autres types de navires, croiseurs, destroyers, et sous-marins prévus par le Statut Naval.
Dans le même temps des négociations ont eu lieu, depuis 1926, à Genève, devant la Comité Préparatoire pour le Désarmement de la Société des Nations. On se dirige vers une prolongation jusqu'en 1936 des « vacances navales », en ce qui concerne la construction de cuirassés. Le Gouvernement du Royaume-Uni pousse néanmoins fortement à un nouvel abaissement du déplacement maximal et du calibre maximum de l'artillerie principale des cuirassés à 25 000 tonnes et 305 mm. Or, le Gouvernement français ne veut pas être celui qui fera échouer cette politique de réduction des armements. L'Amirauté française en revient à des navires plus petits, avec un déplacement de l'ordre de 23 333 tonnes. Un « croiseur protégé » de 23 690 t est étudié en 1929. Son artillerie principale se présente comme celle du croiseur de bataille de 37 000 tx, en trois tourelles de 305 mm, une triple et une quadruple, à l'avant, et une triple à l'arrière. L'artillerie secondaire est constituée de huit canons de 138,6 mm. L'artillerie anti-aérienne comporte huit tourelles doubles de 100 mm, nouveau calibre qu'on retrouvera sur le croiseur Algérie. Les machines sont constituées de trois salles pour les chaudières entourées de deux salles pour les turbines, ce qui permet l'évacuation des fumées par une cheminée unique, en développant 100 000 ch pour une vitesse de 29 nœuds. Toutefois, le blindage se serait limité à une protection contre les obus de 203 mm des croiseurs lourds italiens. La silhouette ne comporte plus de mât tripode à l'avant, mais une tour, proche de ce qui sera fait sur le croiseur Algérie et préfigurant la silhouette du Dunkerque.

### La riposte au «cuirassé de poche» allemand
Tout va changer lorsqu'en février 1929, la Reichsmarine allemande va mettre sur cale, en grande pompe, en présence du président Hindenburg, la première unité de la nouvelle classe Deutschland. Il s'agit d'un navire dénommé « Panzerschiff », c'est-à-dire « navire blindé ».

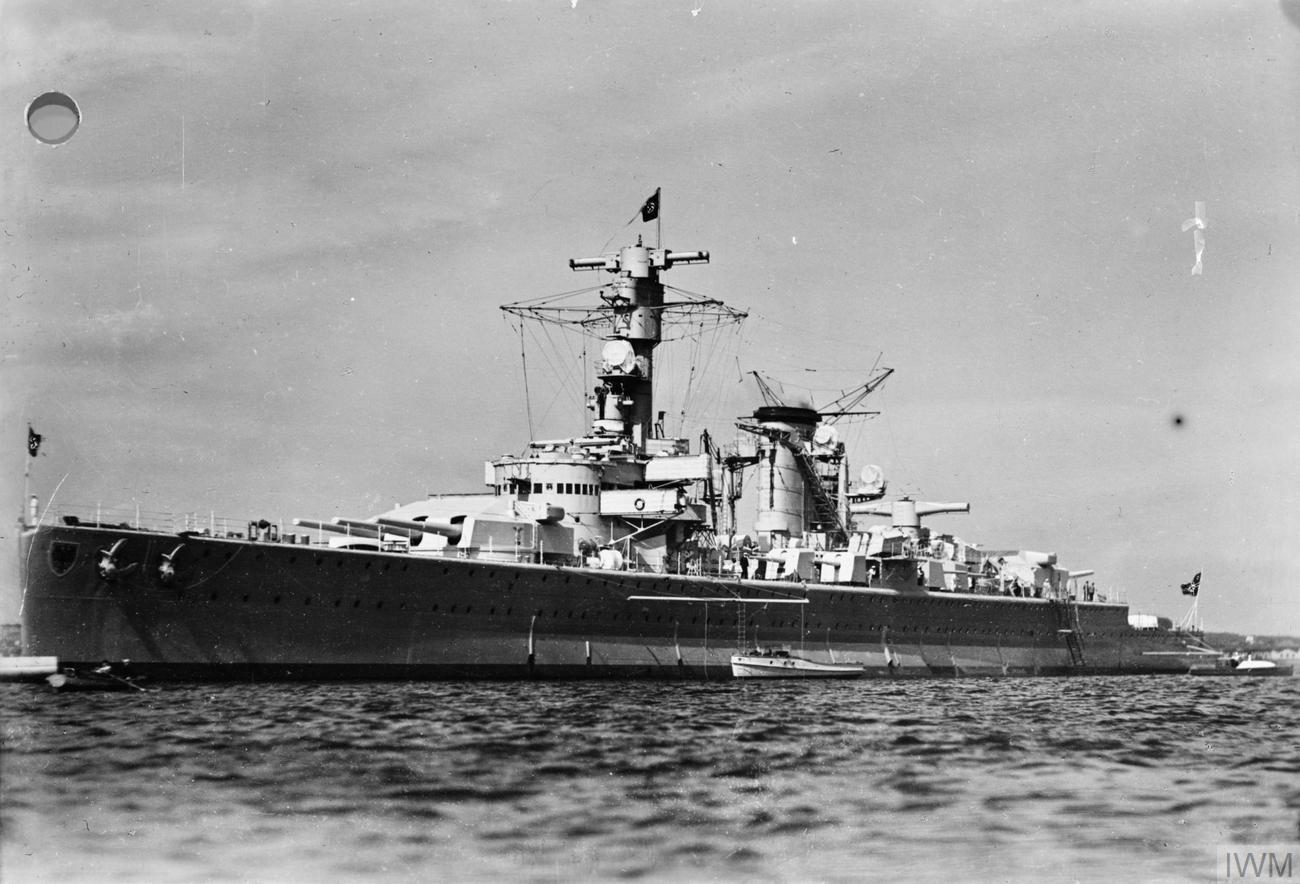
Le « Panzerschiff » Deutschland mis sur cale en 1929, communément désigné comme un « cuirassé de poche ».

Son déplacement, officiellement de 10 000 tonnes, respecte la limite que l'article 190 du traité de Versailles a fixé au déplacement des cuirassés allemands. Il doit porter deux tourelles triples de 280 mm, l'une à l'avant, l'autre à l'arrière, et être doté de moteurs Diesel développant 56 000 ch, lui assurant un long rayon d'action et une vitesse maximale de 26 nœuds. C'est une réussite technique remarquable pour la construction navale allemande, le recours à la soudure plutôt qu'au rivetage permet d'économiser du poids, même si le déplacement réel est supérieur de 25 % au déplacement annoncé, ce qu'on ne sait pas à l'époque. Capable de distancer tous les bâtiments de ligne à flot dans les eaux européennes, à l'exception de trois croiseurs de bataille britanniques, le HMS Hood, et les HMS Renown et HMS Repulse, plus puissamment armés que tous les croiseurs respectant le traité de Washington, c'est une très sérieuse menace pour les routes maritimes commerciales. Ce type de navire fut communément qualifié par la presse britannique de « cuirassé de poche », alors qu'il s'agissait en réalité, comme l'indiquait sa dénomination allemande, d'un « croiseur-cuirassé».
Après le Deutschland, furent mis sur cale deux unités supplémentaires, Admiral Scheer, en juin 1931, et Admiral Graf Spee, en octobre 1932.
Le traité naval de Londres de 1930 a maintenu les droits de la France et de l'Italie au remplacement, dès avant le 31 décembre 1936, de cuirassés anciens, dans la limite de 70 000 tonnes, qui leur avaient été octroyés par le traité de Washington de 1922 et qu'elles n'avaient pas utilisés. Mais le Gouvernement du Royaume-Uni maintient la pression en vue de l'accroissement des restrictions qualitatives sur les caractéristiques des cuirassés à construire, dans la perspective de la fin des « vacances navales », qui a été reportée au 31 décembre 1936. L'Amirauté française, pour des raisons politiques, financières et militaires se rallie à la solution du bâtiment de 23 333 tonnes, le bâtiment de 17 500 tonnes n'ayant pas une protection suffisante et celui de 35 000 tonnes outrepassant les capacités techniques et financières du moment de la Marine nationale. Dans les deux premiers mois de 1931, une négociation avec l'Italie aboutit à des « bases d'accord », le 1er mars 1931, pour permettre la construction de deux cuirassés de 23 333 tonnes avant le 31 décembre 1936, mais l'arrangement définitif ne peut avoir lieu. La Regia Marina n'est en effet pas satisfaite du projet d'un cuirassé de 23 333 t portant six canons de 381 mm, en trois tourelles doubles avec une silhouette fortement inspirée du croiseur lourd Pola, alors en construction, et elle préfère voir venir, en préparant une très profonde refonte des cuirassés de la classe Conte di Cavour qui ont été désarmés et mis en réserve en 1928, dont on changera, à partir de 1933, l'artillerie et les machines, et en poursuivant les études sur un cuirassé de 35 000 tW.
Toutefois, pour la Marine nationale, l'objectif n'est plus désormais de construire un « tueur de croiseurs », mais de surclasser, en armement, en blindage et en vitesse, les « cuirassés de poche » allemands. Une vitesse de l'ordre de 30 nœuds, (et non plus 34-35 nœuds), deux tourelles quadruples à l'avant de plus de 305 mm, un blindage résistant aux obus de 280 mm, apparaissent compatibles avec un déplacement compris entre 23 333 tonnes et 28 000 tonnes. C'est ce qu'entérine le nouveau chef d'état-major général de la marine, le vice-amiral Durand-Viel. Ce choix est âprement discuté. Les parlementaires comprennent mal pourquoi il faut un navire de plus de 25 000 tonnes pour contrer une unité qui n'en affiche que 10 000, au point que dans la Tranche 1931 du Statut Naval, ne sont votés, pour un cuirassé, que des crédits d'études. Mais il apparaît aussi qu'un calibre de 330 mm permettrait de surclasser les cuirassés italiens anciens, le recours à une artillerie secondaire à la fois anti-navire et anti-aérienne étant compatible avec un déplacement de 26 500 tonnes, qui rendrait possible la protection contre les obus de 305 mm de ces mêmes cuirassés italiens. C'est la proposition du Chef d'État-Major Général de la Marine au Ministre, qui est étudiée par les commissions parlementaires au début de 1932. Le Ministre de la Défense nationale, François Piétri, réussit, en mars 1932, à faire inscrire les crédits pour la construction d'une telle unité, et la mise en chantier du Dunkerque est signée le 26 octobre 1932.

### L'annonce desScharnhorstet desLittorio
Initialement, le nombre des unités de la classe Deutschland devait être de six, mais la construction du Dunkerque, qui surclasse les Deutschland amena la marine allemande à mettre en construction une version améliorée, inspirée du projet des Ersatz Yorck de 1915. Les deux navires dont la construction est décidée, le 14 février 1934, et qui deviendront le Scharnhorst et le Gneisenau, sont d'abord présentés comme devant être du type Panzerschiffe de 10 000 tW. Mais ils ne seront mis sur cale que plus d'un an après, d'abord parce que l'Allemagne est alors encore tenue par les limitations du Traité de Versailles, que le Troisième Reich n'a pas encore dénoncé, et parce que la discussion est âpre en Allemagne sur leurs caractéristiques définitives.

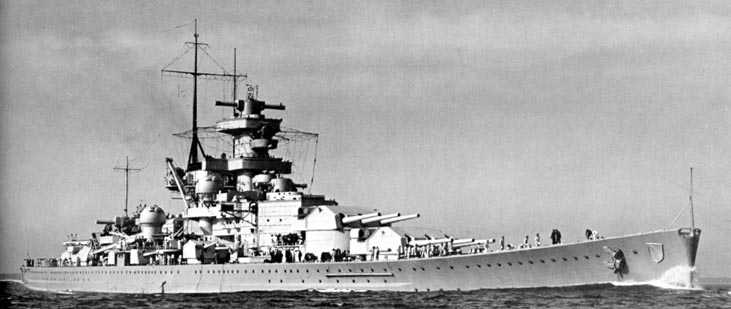
Le croiseur de bataille Scharnhorst, avant d'être doté, au printemps 1939, d'une proue de « clipper » et d'avoir le mât avant placé plus de 27 m en arrière.

Finalement, ce sera la seule classe de bâtiments, avec celle des Dunkerque, qui se situera dans la zone intermédiaire entre les cuirassés lourds et lents caractéristiques des années 1920, et les croiseurs de bataille, encore que pour les bâtiments allemands, on ait plutôt privilégié la protection par rapport à l'armement, alors que sur les bâtiments français, c'est le choix inverse qui a été fait. Aussi rapides, mais plus lourds, avec un déplacement de 31 800 tonnes, et beaucoup plus fortement blindés que le Dunkerque, avec une ceinture blindée de 350 mm, ils ne recevront comme artillerie principale que trois tourelles triples au calibre de 280 mm seulement. La Kriegsmarine aurait préféré un calibre plus important, Adolf Hitler y était aussi favorable, parce que le Dunkerque portait des canons de 330 mm. Mais au moment où le choix final devait être fait, l'Allemagne était en train de négocier le Traité naval germano-britannique de 1935, or les Britanniques étaient très attachés à une nouvelle limitation du calibre de l'artillerie principale des cuirassés. Ceci conduisit les Allemands à choisir, à regret, un canon amélioré du même calibre que celui des Deutschland, le modèle 28 cm SK C/34 au lieu du modèle 28 cm SK C/28,. Comme les concepteurs du Dunkerque estimaient qu'il était capable de résister aux obus de 280 mm, il n'y avait aucune raison, pour les Français, de concevoir une classe de cuirassés plus puissants.
Mais, du côté italien, alors qu'avait commencé en 1933 la refonte des cuirassés anciens Cavour et Cesare, on considéra que les nouveaux cuirassés français rompaient l'équilibre en Méditerranée entre les flottes cuirassées française et italienne, et qu'il fallait une réponse qui permît de tenir tête aussi aux cuirassés britanniques de la Mediterranean Fleet. Le 24 mai 1934, le Duce Benito Mussolini annonça au Parlement italien la décision d'utiliser la totalité des droits à construire des cuirassés, que l'Italie détenait conformément aux stipulations du traité naval de Washington, et l'agence de presse Stefani précisait, le 11 juin, qu'il s'agissait de deux cuirassés de 35 000 tonnes, armés de canons de 381 mm qui recevront le 10 octobre 1935, les noms de Vittorio Veneto et Littorio.

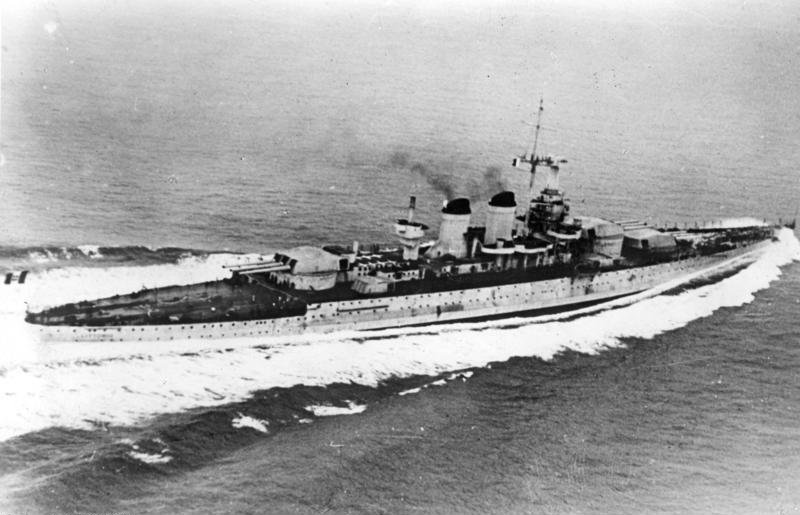
Le cuirassé Littorio en essais de vitesse en 1939, sans artillerie anti-aérienne, sans télépointeurs, ni installations d'aviation.

Le temps était donc arrivé où la construction de cuirassés de la même taille devait être entreprise par la France. Mais le temps pressait, la définition d'un nouveau type de navire allait prendre du temps, le choix de nouveaux matériels, la passation de marchés différents, également, alors que les crédits pour la construction d'une seconde unité du type Dunkerque étaient inscrits à la « Tranche 1934 du statut naval ». Le Conseil Supérieur de la Marine (C.S.M.), le 25 juin 1934, recommanda à l'unanimité de ne pas modifier la Tranche 1934, et de lancer la construction d'une seconde unité du type Dunkerque, en en améliorant la protection verticale. Le 16 juillet 1934, la mise en chantier du Strasbourg est signée. Ce sera le dernier navire de ligne français d'un déplacement inférieur à 35 000 tonnes.
En effet, dès le 24 juillet 1934, le Conseil Supérieur de la Marine établit les caractéristiques d'un cuirassé de 35 000 tonnes :
- 8 ou 9 canons de 380 mm ou 406 mm ;
- une artillerie secondaire pouvant être utilisée comme DCA éloignée ;
- une vitesse comprise entre 29,5 nœuds et 32 nœuds ;
- une protection comportant une ceinture blindée de 360 mm, un pont blindé supérieur de 160 à 175 mm, un pont blindé inférieur de 40 à 50 mm[DR 1].

Il faudra plus d'un an pour établir le projet définitif qui est soumis au Ministre le 14 août 1935, et adopté le 31 août. La mise sur cale du Richelieu a lieu le 22 octobre 1935. Ce faisant, la France ne respecte pas ses obligations issues des traité naval de Washington et de Londres de 1930, puisque le déplacement global des cuirassés en construction avant le 31 décembre 1936, dépasse 70 000 tonnes, et atteint 88 000 tonnes.

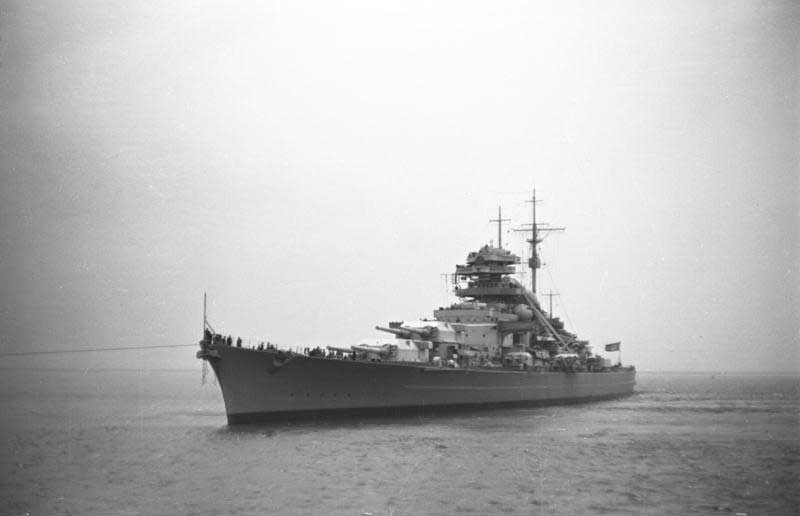
Le Bismarck en essais en 1940. On remarquera que le télépointeur, au sommet de la tour avant, n'est pas encore installé.

Mais le 18 juin 1935 a été signé un traité naval germano-britannique qui annule de fait les stipulations du traité de Versailles, en ce qui concerne la limitation des armements navals de l'Allemagne, en particulier pour le déplacement maximum des différents types de navires. Le Royaume-Uni accorde aussi unilatéralement à l'Allemagne la possibilité de doter la Kriegsmarine d'un tonnage équivalent à 35 % de celui de la Royal Navy, soit la parité avec la Marine Nationale française. Celle-ci perd, du même coup tout espoir de pouvoir contrer les marines italienne et allemande réunies. Mise devant le fait accompli, la France considère dès lors que le Dunkerque et le Strasbourg sont la réponse aux Scharnhorst et Gneisenau, et la classe Richelieu, la réponse aux nouveaux cuirassés de 35 000 tonnes italiens. Aussi, dès le 27 mai 1936 une unité similaire au Richelieu, le Jean Bart, était commandée aux Ateliers et Chantiers de la Loire à Penhoët.
Cependant, dès novembre 1935, la Kriegsmarine a commandé un cuirassé au déplacement déclaré de 35 000 tonnes, armé de huit canons de 380 mm. Le Bismarck, sera mis sur cale en juillet 1936, un mois et demi après la décision de construction du Jean Bart. C'était un bâtiment remarquable, mais d'une conception extrêmement classique, l'artillerie principale de 380 mm est en quatre tourelles doubles, deux à l'avant et deux à l'arrière. L'artillerie secondaire comportait six tourelles doubles de 150 mm, contre les buts marins, et une artillerie anti-aérienne, comportant seize canons de 105 mm, seize canons de 37 mm et 36 canons de 20 mm. Son déplacement « standard » dépassait 42 000 tonnes.

## Caractéristiques

Vue en Coupe du Cuirassé Richelieu.

Les huit canons avant du Richelieu vus depuis la tour.

Le Richelieu apparaît comme une version plus puissante des bâtiments de la classe Dunkerque, comme le montre la comparaison des devis de poids,.
| Parties constitutives du navire | Dunkerque | Strasbourg | Richelieu |
| ------------------------------- | --------- | ---------- | --------- |
| Coque                           | 7 011 t   | 7 040 t    | 8 276 t   |
| Installations de navigation     | 2 767 t   | 2 809 t    | 4 706 t   |
| Artillerie                      | 4 858 t   | 4 858 t    | 6 130 t   |
| Protection de l'artillerie      | 2 676 t   | 2 885 t    | 4 135 t   |
| Protection du flotteur          | 8 364 t   | 8 904 t    | 11 910 t  |
| Machines                        | 2 214 t   | 2 214 t    | 2 865 t   |
| Combustible                     | 2 860 t   | 2 860 t    | 2 905 t   |
| Total                           | 30 750 t  | 31 570 t   | 40 927 t  |

La puissance des obus augmente comme le cube de leur calibre. L'augmentation du calibre de 330 mm à 380 mm, ce qui est le cas entre le Dunkerque et le Richelieu, est de 15 % : l'augmentation de la puissance de feu est de l'ordre de 52 %. Or, la croissance du poids de l'armement, de 4 858 tonnes à 6 130 tonnes, à nombre de canons constant, n'est que de 26 %, on voit ainsi l'intérêt de l'augmentation du calibre par rapport à l'augmentation du nombre de pièces.
Mais il faut être protégé contre un calibre équivalent à celui qu'on porte, telle fut la dure leçon apprise par les croiseurs de bataille britanniques au Jutland. L'accroissement de la protection de l'artillerie, c'est-à-dire de l'épaisseur du blindage de tourelles, doit donc être à peu près proportionnel à l'accroissement du calibre : on constate ainsi qu'entre le Dunkerque, et le Richelieu, le poids de la protection de l'armement augmente de 15,2 %. Ceci porte l'accroissement du poids de l'artillerie et de sa protection à 35 %.
Mais pour réduire l'accroissement de la puissance des machines nécessaire pour obtenir une vitesse équivalente, malgré la hausse de poids, il faut une coque plus longue, voire améliorer le rapport longueur/largeur. Entre le Dunkerque et le Richelieu, on passe d'un rapport de 6,9 à 7,3, avec une longueur portée de 215 m à 245 m (la largeur passant de 31,5 m à 33,5 m), soit un accroissement de 14 %. Le poids de la coque passe ainsi d'un peu plus de 7 000 tonnes à 8 276 tonnes, soit une augmentation de 18 %. Mais cette coque doit être aussi mieux protégée. Dans le cas qui nous intéresse, on passe d'une épaisseur de la ceinture blindée de 225 mm à 325 mm, soit une augmentation de 44 % : le poids de la protection du flotteur passe de 8 600 tonnes à 11 910 tonnes soit 40 %.
Par ailleurs, en ce qui concerne la silhouette générale, pour la tour avant de la superstructure, on retint le même empilement de trois télépointeurs montés sur un même axe que sur le Dunkerque, ce qui représentait une charge importante dans les hauts. Mais au lieu d'avoir le télépointeur arrière placé sur une tour, derrière la cheminée, on préféra finalement le placer sur une structure constituée par le conduit même de la cheminée, inclinée obliquement vers l'arrière. Cette disposition est destinée à minimiser la gêne provoquée par la fumée de la cheminée pour les installations de télépointage, ce dont on a pris conscience en 1937-1938, quand on a modifié les coiffes de la cheminée de la classe Dunkerque. C'est une sorte de préfiguration des macks (en) dont seront dotés après guerre certains navires, comme les croiseurs américains de la classe Baltimore refondus en croiseurs lance-missiles, ou les frégates françaises des classes Suffren ou Tourville, dans les années 1960-1970.

### Armement

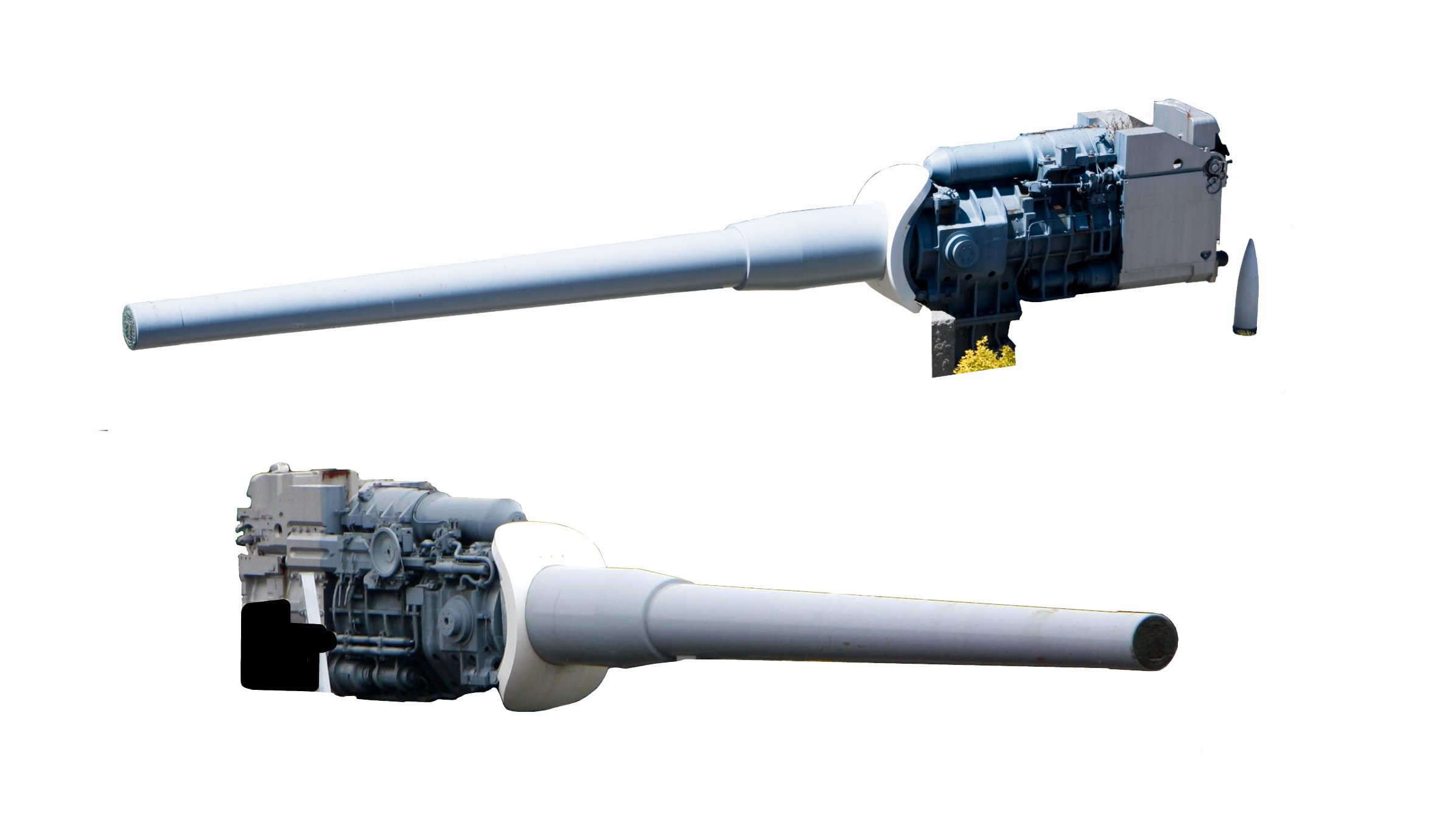
Canon de 380 mm.

- Artillerie principale :

calibre : 380 mm (8 pièces en 2 tourelles quadruples sur l'avant) ;
munitions : obus de perforation de 884 kg ;
portée : 34 800 m à l'élévation 30°.
- Artillerie secondaire (pouvant tirer aussi contre-avions), telle que prévue fin 1939 :

calibre : 152 mm modèle 1936, tourelle modèle 1936 (9 pièces à l'arrière, en 3 tourelles triples, une axiale et deux latérales) ;
munitions : obus de 54 kg ;
portée : 26 474 m à l'élévation 45°.
- Artillerie antiaérienne, telle que prévue en 1940 :

12 canons de 100 mm modèle 1930 ;
12 canons de 37 mm Modèle 1935 (en six affûts doubles) ;
32 mitrailleuses de 13,2 mm Modèle 1929 (huit affûts quadritubes).

#### L'artillerie principale

Armement avant du Richelieu, après la refonte de 1943, avec au premier plan les neuf affûts simples de 20 mm Oerlikon, derrière le brise-lames.

La Regia Marina ayant choisi de doter ses cuirassés, au déplacement annoncé de 35 000 tonnes, de canons de 381 mm (en), calibre qui avait déjà été prévu pour les unités de la classe Francesco Caracciolo en 1912-1913, ce calibre s'était imposé rapidement à l'Amirauté française, car le recours à des canons de 406 mm, autorisé par le traité naval de Washington, conduisait, dans la perspective d'une coque permettant d'atteindre 30 nœuds et correctement protégée, à un déplacement excédant 35 000 tonnes.
Chaque tourelle quadruple de 380 mm Modèle 1935 a un poids de 2 476 tonnes, auquel il faut ajouter 620 t pour la barbette, soit un total de 3 096 t. On observera que le poids des tourelles triples de 406 mm des cuirassés de la classe Iowa sera de 1 708 t. La disposition de l'artillerie principale sur le modèle de la classe Dunkerque, en deux tourelles quadruples à l'avant, présentait le risque de voir mise hors de service la moitié de l'artillerie, sur un coup malchanceux. Le Service technique des constructions navales (STCN) examina donc, outre deux dispositions hétérodoxes et rapidement écartées, où les canons, situés au centre du navire ne pouvaient tirer que de chaque bord, mais ni en chasse, ni en retraite, trois dispositions d'artillerie concentrée à l'avant, mais avec deux tourelles triples et une tourelle double, ou une tourelle quadruple et deux tourelles doubles ou trois tourelles triples. Mais le devis de poids était toujours supérieur à celui de deux tourelles quadruples, et il eût fallu en compensation se contenter d'une puissance motrice réduite à 100 000 ch, et accepter une vitesse réduite de 2,5 nœuds, sans réduire sensiblement le risque du coup malchanceux. Dès la fin octobre 1934, le choix des deux tourelles quadruples à l'avant est entériné, avec ses conséquences annexes, disposition des tourelles en deux demi-tourelles doubles, séparées par une cloison blindée de 25 à 45 mm, et montage des canons en affûts doubles sur un axe commun des pièces de chaque demi-tourelle, comme sur la classe Dunkerque avec la conséquence en termes de dispersion excessive, lors des tirs par salves des canons d'une même demi-tourelle(*). L'entraxe des canons de la même demi-tourelle est de 1,95 m, et entre les deux demi-tourelles de 2,95 m. Quant à la distance entre les tourelles, de 27 m sur le Dunkerque, elle est portée à 33,5 m.
Le tourelle Modèle 1935 avait une élévation maximale de 35°. Avec une vitesse initiale de 830 m/s, la portée maximale théorique était de 41 500 m, en pratique de 37 800 m. La cadence de tir était de 1,3 à 2 coups/min. La vitesse maximale de rotation de la tourelle était de 5°/s, et la vitesse maximale d'élévation des pièces de 5,5°/s. L'obus OPfK de 380 mm Modèle 1935 est une extrapolation de l'obus OPfK de 330 mm Modèle 1935 du Dunkerque. Il mesure 1,905 m, pèse 884 kg, et comporte le même dispositif explosif colorant les gerbes et les impacts, en jaune pour ce qui concerne le Richelieu. La dotation en OPfK Mle 1935 est de 832 obus, et quatre gargousses de poudre SD 21, d'un poids total de 228 kg sont nécessaires pour le tir de chaque obus. Il n'y a pas d'obus explosifs de ce calibre prévus en dotation.
(*) La dispersion était due à un effet de sillage entre les obus tirés par les canons les plus rapprochés des uns des autres, ce problème fut définitivement résolu dès 1940-42 sur les Dunkerque par la pose d'un retard à la mise à feu de 60 millisecondes sur les canons extérieurs de chaque tourelle et seulement en 1948 sur le Richelieu. Les tests, ci-dessous, montrent que cette dispersion peut aussi beaucoup varier selon l'usure des canons, le type d'obus et le type de charge propulsive ("gargousse"). On remarque également la très piètre précision des obus d'exercices ("B.O.F) par rapport aux obus perforants anti-blindage ("OPfk").
Tir du 22.06.45 : charges: ? ____ obus: OPfK __ dispersion de 450 m à 16 000 et 25 000 m (avec les canons les plus rapprochés tirant simultanément).
Tir du 22.06.45 : charges: ? ____ obus: OPfK __ dispersion de 270 m à 16 000 et 25 000 m (tir individuel, sans effet de sillage).
(à titre de comparaison, la dispersion des tourelles doubles de 381 mm des cuirassés britanniques - réputés pour leurs précisions - était d'environ 250 m à ces distances)
Tir du 30.05.47 : charges: E.3 __ obus: B.O.F __ dispersion de 1500 m à 12 000 m.
Tir du 6.06.47 : charges: E.1 __ obus: B.O.F __ dispersion de 1775 m à 25 000 m.
Tir du 19.11.47 : charges: E.1 __ obus: B.O.F __ dispersion de 1460 m à 20 400 m.
Tir du 25.11.47 : charges: E.1 __ obus: O.PfK ___ dispersion de 870 m à 28 000 m.
Tir du 8.05.48 : charges: C.1 __ obus: OPfK ___ dispersion de 950 m (moyenne) et 1710 m (maximale) à 25 700 m.
Tir avec dispositif de retard : charges: C.1 __ obus: O.PfK ___ dispersion de 300 m (moyenne) et 577 m (maximale) à 25 700 m.

#### L'artillerie secondaire

La plage arrière (photo prise le 14 août 1943), avec quatre affûts quadruples de 40 mm Bofors, et neuf affûts simples de 20 mm Oerlikon Mk 4, sur l'emplacement de l'ancien hangar d'aviation

Pour l'artillerie secondaire, on envisage tout d'abord cinq tourelles quadruples de 130 mm, disposées comme sur le Dunkerque, mais le calibre semble faible, alors que les Allemands ont retenu le calibre de 150 mm pour l'artillerie secondaire anti-navire de la classe Scharnhorst et les Italiens le 152 mm sur la classe Vittorio Veneto. On résolut donc de conserver le principe de l'artillerie à double usage et de développer une version permettant le tir contre-avions de la tourelle triple de 152 mm installée comme artillerie anti-navires sur les croiseurs légers les plus récents du moment (Émile Bertin et la classe La Galissonnière).
La tourelle triple de 152 mm Modèle 1936 à double usage, d'un poids de 227 tonnes, était une extrapolation de la tourelle Modèle 1930 à usage anti-navire. Les canons, montés sur des berceaux autonomes, avaient un entraxe de 1,85 m. La vitesse de rotation était de 12°/s, et la vitesse d'élévation des pièces de 8°/s. L'élévation maximale des canons était portée de 45° à 90°, et ils pouvait théoriquement être approvisionnés à toutes les élévations. La vitesse initiale était de 870 m/s. Les obus utilisés étaient soit des obus de perforation OPfK Modèle 1930 de 56 kg, ou Modèle 1936 de 57,1 kg, contre buts marins, soit des obus explosifs, OEA Modèle 1936 de 54,7 kg, ou OEA Modèle 1937 de 49 kg contre buts aériens. Un obus éclairant (OEcl Modèle 1936) de 49 kg a été mis au point, mais ces munitions ne figurent pas dans l'inventaire de guerre des munitions du cuirassé. La cadence de tir était de 6,5 coups/min contre buts marins et de 5 coups/min contre buts aériens. La portée maximale contre buts marins, à l'élévation de 45° était de 24 500 m.
Comme arme anti-navire, le matériel français était plutôt plus puissant que le matériel allemand de 150 mm, qui était installé sur le Scharnhorst et le sera sur le Bismarck, avec une portée de 23 000 m à l'élévation de 40°, une cadence de tir un peu supérieure (10 coups/min) et les autres caractéristiques (élévation, vitesse de rotation, vitesse d'élévation des pièces) comparables au matériel français, mais les obus étaient moins lourds (43,3 kg, environ). Quant au matériel italien de 152 mm/55 calibres Modèle 1934 ou 1936 installé sur la classe Littorio, il tirait, à l'élévation de 45°, avec une vitesse initiale de 925 m/s, des obus de 50 kg à 24 900 m à la cadence de 4,5 coups/min.
Mais la version à double usage ne donna pas satisfaction, pour son usage antiaérien. Avec des difficultés de chargement aux élévations supérieures à 45°, un système de télécommande insatisfaisant, résultant notamment du poids de la tourelle supérieur de 50 tonnes à celui du Modèle 1930, elle avait une vitesse de rotation et une cadence de tir trop faible pour être efficace contre les avions rapides du début du conflit mondial, que sont les bombardiers en piqué . On observera que le calibre de 152 mm ne sera que rarement utilisé par d'autres marines comme armement antiaérien, c'est-à-dire sur deux croiseurs américains de la classe Worcester et trois croiseurs britanniques de la classe Tiger, après guerre, avec des tourelles doubles entièrement automatiques, et des installations de direction de tir autrement sophistiquées.

#### La défense contre avions
La possibilité d'une artillerie antiaérienne à courte portée de six à huit affûts doubles de 75 mm « zénithaux » a été envisagée, au cours de l'établissement du projet définitif, mais l'idée a été abandonnée, d'abord parce qu'avec l'installation de l'artillerie secondaire à l'arrière et sur les flancs, il était difficile d'éviter à l'artillerie contre-avions de souffrir des effets de souffle des canons de 380 mm et de 152 mm, ensuite en raison du dépassement du devis de poids. C'est donc une réduction du blindage qui fut décidée, pour compenser l'accroissement de déplacement lié à la substitution des tourelles triples de 152 mm qui, avec le blindage, pesaient 100 tonnes de plus que les tourelles quadruples de 130 mm. La ceinture blindée a pu être réduite en longueur de près de 5 mètres, par le recours à des chaudières « Sural » (suralimentées) plus compactes, permettant d'installer trois chaudières de front et non deux, comme sur les Dunkerque, et donc de réduire l'espace devant être protégé, son épaisseur a été aussi ramenée à 330 mm, ainsi que celle des traverses avant et arrière, du blockhaus, et des tourelles de 152 mm dont le blindage sera moins épais que celui des tourelles quadruples de 130 mm du Dunkerque. Finalement, on résolut de limiter la Défense Contre Avions (DCA) rapprochée à douze canons, en tourelles doubles automatiques de 37 mm ACAD Modèle 1935 et à huit affûts quadruples de mitrailleuses de 13,2 mm.
Mais la mise au point des 37 mm ACAD modèle 1935, dont la cadence de tir prévue était de 200 coups par minute, fut beaucoup plus longue et difficile que prévu et il apparut qu'il faudrait se contenter, lorsque le Richelieu serait mis en service des affûts doubles semi-automatiques de 37 mm CAD Mle 1933, dont la cadence de tir de 15 à 20 coups/min, en pratique, était bien inférieure à celle de canons de calibre équivalent, tels que le Pom-Pom britannique, ou le Bofors 40 mm/L60, qui était 120 à 200 coups/min. Ceci conduira, en novembre 1939, alors que le Richelieu est en cours d'armement, à décider de retirer les tourelles III et IV de 152 mm installées au milieu du navire, de ne pas en installer sur le Jean-Bart, de les stocker pour en doter le cuirassé Gascogne dont la coque était en construction à l'Arsenal de Brest, et d'installer à la place des tourelles de 100 mm CAD Modèle 1931 comme celles dont était doté le croiseur Algérie, et que l'on avait installé sur le cuirassé Lorraine, lors de sa dernière refonte.
L'artillerie de 100 mm/45 calibres Mle 1930 était aussi à double usage. Contre buts marins, sa portée maximale était de 15 800 m, avec une vitesse initiale de 765 m/s avec l'OPf Mle 1928 de 15 kg, mais un petit nombre de ces munitions était embarqué (10 par pièce), car on considérait que la puissante artillerie de 152 mm permettait d'affecter les 100 mm au tir contre-avions. À usage antiaérien, il tirait un OEA Mle 1928 de 13,5 kg, avec une vitesse initiale de 780 m/s, et un plafond de 10 000 m. La cadence de tir était de 10 coups/min. Par comparaison, sur les cuirassés de la classe Littorio, l'artillerie antiaérienne comportait douze canons de 90 mm/50 calibres, en tourelles simples, tirant, à la cadence de 12 coups/min, à l'élévation maximale de 75°, des obus de 10 kg, avec une vitesse initiale de 845 m/s, pour un plafond de 13 000 m. Quant au Bismarck, il était armé de seize canons de 105 mm/65 calibres en huit tourelles doubles, tirant des obus de 16 kg, avec une vitesse initiale de 900 m/s, à la cadence de 15 à 18 coups/min, à l'élévation maximale de 80°, et avec un plafond de 12 500 m, mais dont l'efficacité tenait surtout à l'installation des six télépointeurs qui leur étaient dédiés .

#### Les installations de direction de tir
La disposition des installations de direction de tir correspondait, pour l'essentiel à celle de la classe Dunkerque. Sur la tour avant, on retrouvait le même empilement de trois télépointeurs, avec de bas en haut, le télépointeur A pour l'artillerie principale, avec un télémètre stéreoscopique triplex OPL (Optique de Précision de Levallois-Perret) de 14 mètres, et deux télépointeurs pour l'artillerie secondaire de 152 mm, avec un télémètre stéreoscopique duplex OPL de 8 mètres pour les buts marins sur le télépointeur 2, en position centrale, et un télémètre OPL de 6 mètres pour le tir contre avions sur le télépointeur 1 en position supérieure. Sur la tour arrière, un seul télépointeur, le télépointeur 3 pour l'artillerie secondaire avec un télémètre de 6 mètres. Le télépointeur auxiliaire de l'artillerie principale (télépointeur B), avec un télémètre stéreoscopique duplex OPL de 8 mètres, se trouvait entre la tour arrière et la tourelle VII (arrière axiale de 152 mm).Tous les télépointeurs étaient étanches aux gaz et avaient un blindage léger pare-éclats.
Un télépointeur avec un télémètre OPL de 3 mètres installé initialement sur la plate-forme la plus haute de la tour avant, comme sur le Strasbourg, a été réinstallé sur le toit du blockhaus, comme sur le Dunkerque. Deux télépointeurs équipés de télémètres SOM (Société d'Optique et de Mécanique de haute précision) de 3 mètres à l'usage de l'État-major se trouvaient sur les côtés de la passerelle de l'Amiral (étage 3). Lorsque l'on a installé une artillerie antiaérienne de 100 mm, ces deux télépointeurs ont été remplacés par des télépointeurs équipés chacun d'un télémètre OPL de 4 mètres pour le contrôle du tir des 100 mm AA, et sur la passerelle de navigation, à l'étage inférieur, on installa, à l'usage de la majorité, deux télépointeurs équipés eux aussi d'un télémètre de 4 mètres.
Un télémètre stéreoscopique duplex OPL de 14 mètres se trouvait dans chaque tourelle d'artillerie principale, et un télémètre stéreoscopique duplex OPL de 8 mètres se trouvait dans chaque tourelle de 152 mm.
La veille optique se faisait, pour la veille basse, c'est-à-dire les objectifs rapprochés, à partir de la passerelle de navigation, à l'étage 3, pour la veille éloignée, à partir de la plate-forme 6, et pour la veille haute, contre les mines et les torpilles à partir de la plate-forme 8. Pour le combat de nuit, le Richelieu disposait de cinq projecteurs, sur la tour avant, un sur la face avant, et deux de chaque côté,.

#### Les installations d'aviation
Les installations d'aviation (un hangar, deux catapultes et une grue) sont situées à l'extrême arrière, comme sur le Dunkerque, pouvant accueillir quatre hydravions, des Loire 130, deux avec les ailes repliées dans le hangar, un sur chaque catapulte.
Les matériels et les installations sont du même type que sur le Dunkerque. Les Loire 130 sont des hydravions à coque monomoteur (un Hispano-Suiza 12 cylindres de 720 ch). Pesant 3 500 kg en pleine charge, leur vitesse maximale est de 210 km/h, leur plafond de 6 500 m, leur endurance de 7h30 à 150 km/h. Ils ont un équipage de trois hommes, sont armés de deux mitrailleuses de 7,5 mm, et peuvent emporter deux bombes de 75 kg. Les catapultes à air comprimé, d'une longueur de 22 m, peuvent projeter un aéronef de 3 500 kg à 103 km/h. Au retour, les hydravions se posent à côté du cuirassé, et sont hissés à bord par la grue qui peut soulever 4,5 tonnes.
La différence avec la classe précédente tient à ce que l'espace occupé par les chaudières a pu être réduit de cinq mètres, grâce à une largeur de coque supérieure, et à la disposition des chaudières suralimentées sur deux rangs de trois et non plus trois rangs de deux. Ceci permet de placer la tourelle VII (arrière axiale) au couple 68,85 au lieu de 44,30 sur le Dunkerque, alors que les tourelles V et VI (arrière latérales) sont au couple 54,45 au lieu de 53,30,. On observera qu'ainsi les tourelles latérales arrière de 152 mm (V et VI) sont plus à l'arrière que la tourelle VII axiale de quelque 15 mètres, sur le Richelieu, alors que c'est l'inverse sur les Dunkerque. De ce fait le hangar peut être situé plus en avant, d'une part, laissant plus de place sur la plage arrière (37 mètres au lieu de 30), pour installer une seconde catapulte, et, d'autre part, permettant d'avoir un hangar plus long de cinq mètres sur un seul étage, ce qui permet d'y installer deux hydravions à la file, et non pas de les parquer sur les plates-formes, en position basse, d'un ascenseur intérieur dans un hangar à deux étages, comme c'était le cas sur les Dunkerque. Du hangar, les hydravions sont amenés sur des rails à un élévateur qui permet de les hisser sur l'une ou l'autre catapulte, la plus à l'arrière se trouvant dans l'axe du bâtiment, la plus en avant étant alors presque perpendiculaire à l'axe du bâtiment sur tribord.

### Protection
La protection, sur le Richelieu absorbait un pourcentage de 39,2 % du déplacement « normal ». Ce pourcentage était de 35,9 % sur le Dunkerque et de 37,2 % sur le Strasbourg.

#### Blindage
La ceinture cuirassée avait une épaisseur de 330 mm, elle allait de 3,38 m au-dessus de la ligne de flottaison, à 2,38 m en dessous. cette ceinture était disposé à l'intérieur du bordé et inclinée à 15°24' négatif pour offrir une protection équivalente à un blindage vertical de 400 mm (436 mm selon certaines sources qui comptabilisent aussi les 10 mm du bordé et les 18 mm du platelage). La traverse avant avait une épaisseur de 355 mm, la traverse arrière de 233 mm,
- le premier pont : 24 mm ;
- le pont blindé supérieur : 150 mm porté à 170 mm au-dessus des soutes de 380 mm ;
- le pont blindé inférieur : 40 mm - prolongé sur les côtés par un talus de 50mm descendant jusqu'à la base de la ceinture, il s'étendait jusqu'à l'avant (au couple 233) ;
- le blockhaus : 340 mm à l'avant et sur les côtés, 280 mm à l'arrière, 170 mm sur le toit ;
- les tourelles principales : la barbette 405 mm au-dessus du pont blindé supérieur, la face avant inclinée à 30° : 430 mm, à l'arrière : 270 mm à la tourelle I, 260 mm à la tourelle II (ces épaisseurs nettement inférieures à celles du Strasbourg s'expliquaient par le recours, sur le Richelieu, à un acier cémenté), le plafond 190 mm à la tourelle I, 170 mm à la tourelle II ;
- les tourelles triples de 152 mm : la barbette 100 mm, la face, inclinée à 30° 130 mm, les côtés 70 mm, l'arrière 60 mm, le plafond 70 mm[DR 10].

Si on compare le Richelieu aux cuirassés d'autres pays d'un déplacement comparable, dans les années 1935-1940, les cuirassés britanniques avaient une ceinture blindée plus épaisse (343 mm), et des tourelles d'artillerie principale moins protégées (330 mm) sur la classe King George V et le HMS Vanguard. Ils étaient équivalents au Richelieu en ce qui concerne le blindage horizontal (152 mm), avec, pour le blockhaus, un blindage délibérément limité à la protection contre les éclats.
Les cuirassés américains avaient une ceinture blindée équivalente (330/340 mm) à celle du Richelieu, sur les classes North Carolina et South Dakota, un peu moins épaisse (310 mm) sur la classe Iowa. La protection des tourelles d'artillerie principale était moins épaisse (406 mm) sur la classe North Carolina, équivalente (430 mm) sur la classe Iowa, et plus épaisse (457 mm) sur la classe South Dakota. La protection horizontale était un peu moins épaisse (104 mm) sur la classe North Carolina, équivalente (127/165 mm) sur les classes South Dakota et Iowa. Le blockhaus était mieux protégé, avec 406 mm sur les classes North Carolina et South Dakota, et 445 mm sur la classe Iowa.
Les cuirassés italiens de la classe Vittorio Veneto avaient une ceinture blindée plus épaisse (350 mm) que le Richelieu, mais pour le reste, ils étaient moins bien protégés, avec 350 mm sur les tourelles d'artillerie principale, 260 mm sur le blockhaus, 50 mm sur le pont supérieur et 100 mm sur le pont principal. Les cuirassés allemands de la classe Bismarck avaient un blindage moins épais que le Richelieu sur les tourelles d'artillerie principale (356 mm), plus épais sur le blockhaus (356 mm), et équivalent pour la ceinture blindée (320 mm), et pour le blindage horizontal (80 mm + 115 mm)

#### Protection sous-marine
La protection anti-torpilles était de même conception que celle du Dunkerque, avec un « sandwich » de cloisons blindées longitudinales d'une épaisseur qui varie de 16 mm à 50 mm, et de compartiments, certains remplis d'un composé à base de caoutchouc, l'« ébonite mousse », ou vides, ou servant de réservoirs de carburant, sur une largeur de 7 mètres,. Le compartiment extérieur à la ceinture blindée avait une profondeur maximale de 1,5 m et était rempli d'ébonite mousse. Il y avait ensuite une cloison de 16 mm d'épaisseur, puis un compartiment de 0,9 m de profondeur, puis un réservoir de combustible de 3,40 m de profondeur, puis une cloison de 10 mm d'épaisseur, puis un compartiment vide 0,70 m de profondeur, enfin une cloison de 30 mm anti-torpille en acier spécial. À hauteur des soutes à munitions l'épaisseur de la cloison pare-torpilles est portée à 50 mm, et le compartiment entre la cloison et le réservoir de carburant est rempli d'ébonite-mousse.
La légère réduction constatée sur le Richelieu (la protection atteignait 7,5 mètres sur le Dunkerque) s'expliquait, pour pouvoir loger, dans les compartiments de machines, trois chaudières de front, contre deux sur le Dunkerque.
Cette épaisseur de la protection sous-marine excédait cependant largement celle des cuirassés existants. Elle aura été de 4,10 mètres sur la classe King George V, de 5 mètres sur la classe Scharnhorst, et de 6 mètres sur le Bismarck, tandis que les cuirassés de la classe Littorio avaient un système de protection anti sous-marine assez particulier, conçu par l'Inspecteur Général du Génie Naval Umberto Pugliese (it), avec un cylindre de 3,80 m de diamètre, servant d'espace d'expansion pour amortir l'effet des explosions de torpilles, dispositif qui ne se révéla pas particulièrement efficace à Tarente, lors de l'attaque britannique du 11 novembre 1941. Mais en fait, le talon d'Achille des cuirassés se situait sur la partie des œuvres vives qui ne pouvait pas être protégée, les gouvernails (comme sur le Bismack), en mai 1941, et les lignes d'arbre d'hélice, aussi bien pour le Richelieu à Dakar, en juillet 1940, que pour le HMS Prince of Wales au large de la Malaisie, en décembre 1941.

### Propulsion

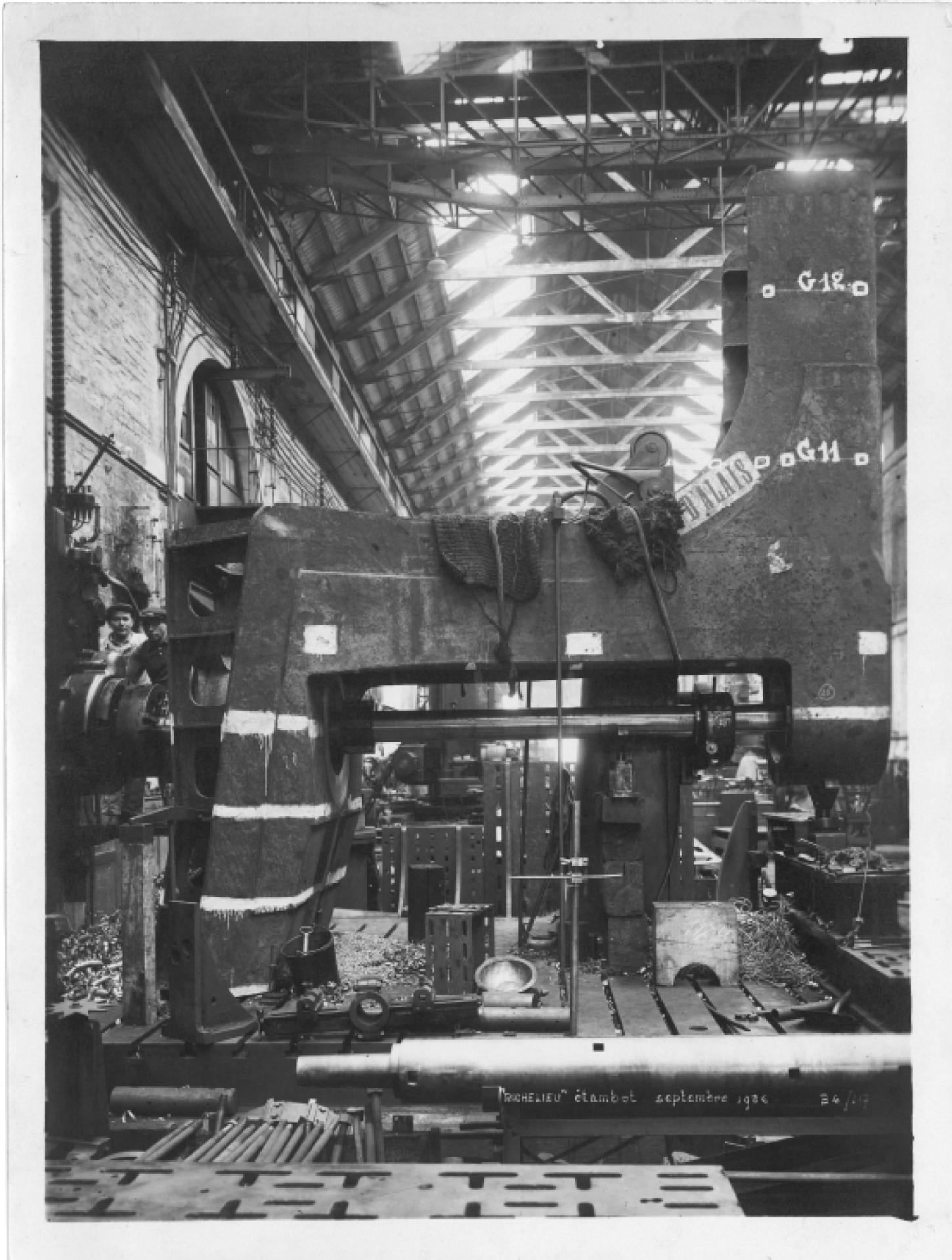
Étambot du Richelieu usiné dans les ateliers Graffenstaden à Illkirch-Graffenstaden.

La vitesse d'un navire ne dépend pas seulement de la puissance de ses moteurs, mais aussi de l'hydrodynamisme de sa coque, c'est-à-dire du rapport longueur/largeur, donc très largement de sa longueur. Mais la longueur de la coque dépend de la longueur des cales de construction, et le déplacement dépend de la longueur de la coque, et de son blindage. C'est ainsi que la Royal Navy disposait d'un cuirassé rapide, HMS Hood, construit un peu avant 1920, déplaçant 42 000 tonnes, atteignant 31 nœuds avec une puissance de 144 000 ch mais un rapport poids/puissance des moteurs de 36,8 kg/ch, une coque de 258 mètres entre parallèles et un blindage absorbant 30 % du déplacement. Vingt-cinq ans plus tard, l'USS Iowa, déplaçant 45 000 tonnes, atteint 33 nœuds, avec 212 000 ch et un rapport poids/puissance de 11,5 kg/ch, une coque de 262 mètres entre parallèles et un blindage absorbant plus de 40 % du déplacement. Ce qui fait la différence, c'est l'amélioration de la performance des moteurs, qui permet sur des coques comparables d'avoir un blindage et un armement plus puissants, mais sans contraintes ni de déplacement limite, ni de taille des cales de construction. Les ingénieurs français ont d'autres contraintes, pour une vitesse équivalente, il leur faut respecter un déplacement limité à 35 000 tonnes, une coque qui n'atteigne pas 250 mètres, la longueur du bassin no 9 de Laninon de l'arsenal de Brest où le Richelieu sera armé (il sera construit en trois éléments, le plus long aura moins de 200 mètres, la longueur du bassin du Salou no 4, à l'arsenal de Brest), un blindage de ceinture désiré de 360 mm (contre 305 mm sur le HMS Hood et 310 mm sur l'USS Iowa), avec des moteurs plus performants qu'en 1920, mais moins performants qu'en 1943, c'est-à-dire un rapport poids/puissance des moteurs un peu inférieur à 20 kg/ch. Finalement ce sera la protection qui sera le facteur d'ajustement avec une épaisseur de ceinture de 9 % moins épaisse que les spécifications du Conseil Supérieur de la Marine de juillet 1934. Les cuirassés américains ou britanniques soumis à la contrainte du déplacement limite de 35 000 tonnes, auront, pour permettre des arbitrages entre la protection et l'armement un peu différents, des vitesses maximales inférieures de 2 à 3 nœuds à celle du Richelieu, avec des coques de 225 mètres au maximum, des rapports longueur/largeur compris entre 6,15 et 6,80, et des puissances de machines comprises entre 110 000 ch, et 130 000 ch. Les cuirassés allemands et italiens enfreindront secrètement mais délibérément la limite de déplacement de 35 000 tonnes.
Avec une longueur de coque de 245 m et un maitre-bau de 33,5 m, le Richelieu avait une coque un peu plus hydrodynamique que le Dunkerque (longueur : 215 m ; maitre-bau : 31,5 m) avec un rapport longueur/largeur de 7,3, au lieu de 6,9. Pour ce qui est des machines, le rapport poids-puissance est un peu meilleur, ce qui tient au recours aux chaudières dites suralimentées, avec, pour le Dunkerque, un poids de machines de 2 214 tonnes pour une puissance développée de 112 500 ch, soit 19,7 kg/ch, et, pour le Richelieu, 2 865 tonnes pour 155 000 ch, soit 18,5 kg/ch. On observera que, construit peu avant le Richelieu, le Gneisenau allemand, avec des chaudières à très haute pression, affichait un rapport poids/puissance encore meilleur, 17,5 kg/ch, mais les machines des bâtiments allemands de cette classe n'avaient pas atteint, lors de leur mise en service, le stade de la perfection technique, et ce fut un sujet de préoccupation tout au long de leur carrière.
La puissance développée en service normal par le Richelieu était de 155 000 ch. Elle était fournie par six chaudières Sural — suralimentées — fabriquées par l'Établissement des Constructions Navales d'Indret, et quatre turbines Parsons, entrainant quatre hélices quadripales d'un diamètre de 4,87 m. La disposition des machines répond au même principe que sur le Dunkerque, c'est-à-dire la séparation de deux ensembles, associant chaudières et turbines, de façon à réduire le risque d'une perte totale de puissance, dans les aléas du combat. Les chaudières Sural mesuraient 6,90 m de long, 4,55 m de haut et 4,50 m de large contre respectivement 5,33 m, 5,34 m, et 6,50 m pour les chaudières du Dunkerque. Dans la coque du Richelieu ayant un maître-bau supérieur de 2 m, à celle du Dunkerque, il était ainsi possible de mettre trois chaudières de front, ayant une largeur cumulée de 13,5 m, là où deux chaudières du Dunkerque avait une largeur cumulée de 13 m. On trouve ainsi d'avant en arrière, la salle des machines no 1, située sous la tour avant, avec la rue de chauffe no 1 et les chaudières numérotées de tribord à bâbord no 10, no 11, et no 12, puis la salle des turbines avant, entrainant les hélices extérieures, puis la salle des machines no 2, située sous la cheminée, avec la rue de chauffe no 2 et les chaudières no 20, no 21, et no 22, enfin la salle des turbines arrière entrainant les hélices intérieures. Une cloison blindée de 18 mm sépare la salle des turbines avant de la salle de chaudières no 2.

## Carrière

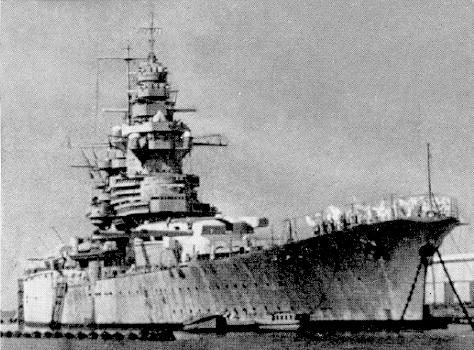
Le Richelieu à Dakar en 1941, avec trois télépointeurs sur la tour avant et les marques de nationalité sur la tourelle II.

Mis sur cale le 22 octobre 1935 à l'arsenal de Brest, au bassin du Salou, qui avait servi pour le Dunkerque, le Richelieu est mis à l'eau le 17 janvier 1939 et gagne son quai d'armement au bassin no 9 de Laninon. C'est à la fin de cette année 1939 que fut mise en œuvre la modification de l'artillerie secondaire, résultat combiné des retards de livraison du nouvel armement antiaérien de 37 mm ACAD Modèle 1935 et des résultats décevants des tourelles de 152 mm double usage dans leur mode antiaérien (difficiles à charger aux angles de pointage élevés et trop lentes en cadence de tir). Ainsi les deux tourelles latérales de 152 mm Mle 1935 furent supprimées, pour être remplacées chacune par trois affûts doubles de 100 mm/45 calibres CAD Modèle 1931, à double-usage. Quatre affûts sont prélevés sur le cuirassé Lorraine, deux autres sur une batterie du fort de Niolon près de Marseille. Ils seront mis en place par moitié à mi-avril 1940 et fin mai. De chaque bord, deux sont montés sur une plate-forme, à la place des barbettes des tourelles de 152 mm, un autre un peu plus haut sur le côté. En ce qui concerne l'artillerie de 37 mm AA, après diverses installations provisoires, en juin 1940, quatre affûts de 37 mm CAD Mle 1933, dépourvus de bouclier, sont installés à hauteur de la tour arrière. Enfin, quatre affûts quadritubes de mitrailleuses de 13,2 mm sont installés au sommet de la tour avant, et quatre affûts doubles au sommet de la tour arrière ,.
Le navire, aux ordres de son premier commandant, le capitaine de vaisseau Marzin, sortit à la mer en avril et effectua en mai et juin 1940, des essais succincts, au cours desquels il atteint la vitesse de 32,6 nœuds, à feux poussés, et effectué les tirs d'essais réglementaires de l'artillerie principale et secondaire. Pour autant, il faut encore, en juin 1940, un quart d'heure pour hisser un obus de 380 mm et ses gargousses, des soutes au canon.
Le 14 juin, le port militaire est bombardé par l'aviation allemande, qui cherche à atteindre, sans succès, le Richelieu. Le 18, à la veille de l'arrivée des Allemands, le navire est terminé à 90 % : il appareille de Brest pour Dakar avec 296 obus perforants de 380 mm et 48 charges de poudre pour son artillerie principale. Son artillerie de 152 mm est inutilisable contre-avions (le télépointeur qui y est affecté n'a pas été mis en service), et aucune munition de ce calibre n'a été emportée. Son artillerie antiaérienne se limite, outre les six tourelles doubles de 100 mm, à quatre affûts doubles de 37 mm semi-automatiques Modèle 1933, quatre affûts quadruples de 13,2 mm Modèle 1929, et deux affûts doubles de 13,2 mm.
L'atmosphère à Dakar, fin juin 1940, était plutôt à la continuation du combat, aux côtés des Britanniques, encore très présents, puisque le porte-avions HMS Hermes, qui avait opéré à partir de Dakar, de conserve avec le Strasbourg, au cours de l'hiver précédent, s'y trouvait encore. Le commandant Marzin jugea donc prudent de rallier Casablanca, et il appareilla le 25 juin, escorté du torpilleur Fleuret. Apprenant ce mouvement, l'Amirauté britannique prit ses dispositions pour le faire intercepter au large des Canaries, par une escadre constituée autour du croiseur de bataille HMS Hood et du porte-avions HMS Ark Royal. Ne saisissant pas le sens de la manœuvre du Richelieu et craignant une défection, l'Amirauté française lui enjoignit sèchement de regagner Dakar, ce qu'il fit le 28 juin, alors que le HMS Hermes avait pris le large.

### À Dakar, aux ordres deVichy
| Description de l’incident de tir détruisant le tube 7 le 24 septembre 1940 : 1. La surpression résultant de la température élevée de la gargousse de poudre SD 21 (3700 kg/cm2) amène le bouchon à vis sur d'une des cavités à la base de l'obus de 380 mm pour y loger des cartouches de gaz toxiques à se briser. 2. Des fragments du couvercle de protection de la cavité bombardent le toit de la cavité, qui se fissure à son point le plus faible où il a été usiné. 3. Les gaz de combustion du propulseur sont forcés à travers le toit de la cavité sous pression. 4. Les gaz de combustion chaud entrent en contact avec l'explosif, provoquant l'explosion de l'obus dans le canon. |

Le Richelieu mouilla en grande rade. À l’annonce des événements de Mers el-Kébir, le commandant Marzin fut conforté dans sa conviction qu’il ne lui fallait pas chercher abri dans le port, pour éviter de s’y trouver bloqué, mais on embossa des cargos britanniques réquisitionnés, sur son flanc gauche, exposé à une attaque d’avions-torpilleurs venus du large. Le 7 juillet, l’amiral Onslow, à bord du porte-avions HMS Hermes signifia un ultimatum identique à celui de Mers el-Kébir, auquel il ne fut pas répondu. Au cours de la nuit suivante, quatre charges anti-sousmarines furent déposées furtivement par une vedette du porte-avions, sous la coque à l’arrière du Richelieu, mais elles n’explosèrent pas. Au petit matin, une attaque de six avions-torpilleurs Fairey Swordfish eut plus de succès, une torpille fit but : une énorme déflagration a secoué tout le navire, jusqu'au télépointeur des 380 mm de la tour avant qui fut soulevé de son chemin de roulement qu'il endommagea en retombant. On attribua la violence du phénomène à l'explosion de la torpille en eau peu profonde, mais on conjectura aussi que l'engin avait pu faire exploser les charges mouillées sans succès, plus tôt dans la nuit. Mais surtout les lignes d’arbre d’hélice tribord furent sérieusement endommagées et une brèche ouverte dans la coque à tribord arrière. L'eau envahit petit à petit les compartiments arrière par les chemins de câbles électriques qui n'étaient plus étanches, le tirant d'eau s'accrut, et très vite la coque se posa sur le fond à marée basse, immobilisant le cuirassé,.

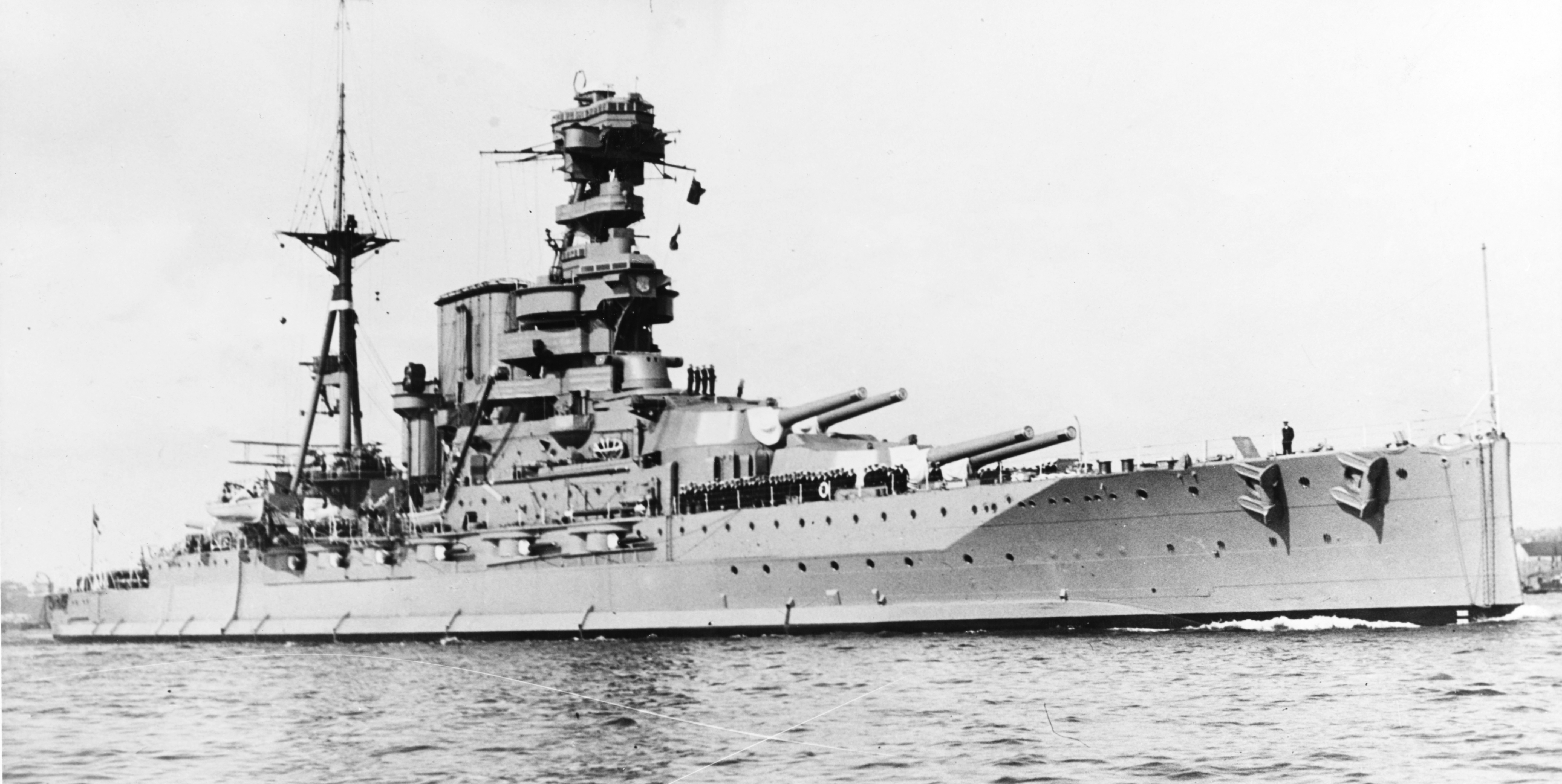
HMS Barham, ici dans les années 1930, avec lequel le Richelieu échangea des coups de canon, à Dakar, en septembre 1940.

Le Richelieu ramené à l’intérieur du port, fut amarré au Quai des Pétroliers, et les canonniers de la tourelle I de 380 mm, allèrent armer la batterie côtière du cap Manuel, constituée de canons de 240 mm, provenant de l’artillerie secondaire des pré-dreadnoughts de la classe Danton,. Les 23, 24 et 25 septembre 1940, les Britanniques et les Français libres se présentèrent devant Dakar (opération « Menace ») sommant la garnison de rallier la France libre. Ils furent accueillis à coups de canon et l'opération « Menace » fut un échec. Dans la bataille qui s'ensuivit, le 23 septembre, un des canons de la tourelle II de 380 mm explosa dès le premier tir à 9 h 40 et un autre fut mis hors service lors d'un second incident de tir. Le commandant Marzin fit remettre en service la tourelle I. Le Richelieu échappa avec des dégâts minimes à quelque 250 obus de 381 mm des cuirassés HMS Barham et HMS Resolution et aura tiré, en trois jours, au total vingt-quatre coups de 380 mm, une centaine de coups de 152 mm, et 500 coups de 100 mm. En recherchant l'origine des accidents de tir, on incrimina d’abord la poudre SD 19 des gargousses que le Strasbourg avait laissées sur place au cours de l’hiver précédent, et que l’on avait reconditionnées pour pallier le nombre insuffisant des gargousses de poudre SD 21, que le Richelieu avait emportées de Brest. Une commission d’enquête, présidée par l’amiral de Penfentenyo de Kervéréguin établira en 1941 qu’une explosion prématurée des obus résultait d’un vice de conception de leur culot,.
Le Richelieu, pendant l'hiver 1940 reçut, sur place, des réparations sommaires, en s'efforçant de rétablir l'étanchéité de la coque. En avril 1941, le cuirassé est en état de reprendre la mer, en marchant à 14 nœuds. Ses moyens contre-avions furent renforcés avec quelques mitrailleuses de 13,2 mm et des affûts de 37 mm, dont certains prélevés sur l’épave du contre-torpilleur L’Audacieux, gravement endommagé au cours des combats de septembre 1940 à Dakar.
Le Richelieu fut le premier navire français à recevoir, en 1941, un équipement de détection électro-magnétique, ancêtre français du radar. Cet équipement fonctionnait avec une longueur d'onde de 2 mètres, les antennes d'émission se trouvaient sur les vergues de la tour avant, et les antennes de réception sur celles de la tour arrière. Les avions étaient repérés à 80 km, s'ils volaient à plus de 1 500 mètres, à 50 km, s'ils volaient à 1 000 mètres, à 10 km, s'ils volaient au ras de l'eau. Les navires étaient repérés entre 10 et 20 km, avec une précision de 500 mètres.
En juillet 1941, trois hydravions Loire 130 de l'escadrille 4E, arrivés de Brest, seront rebaptisés HDR (Hydravions Du Richelieu) 1, 2 et 3, et seront basés à la base aéro-navale de Bel-Air, en baie de Hann, à proximité de Dakar. Le premier catapultage aura lieu le 7 octobre 1941.

### Aux côtés des Alliés

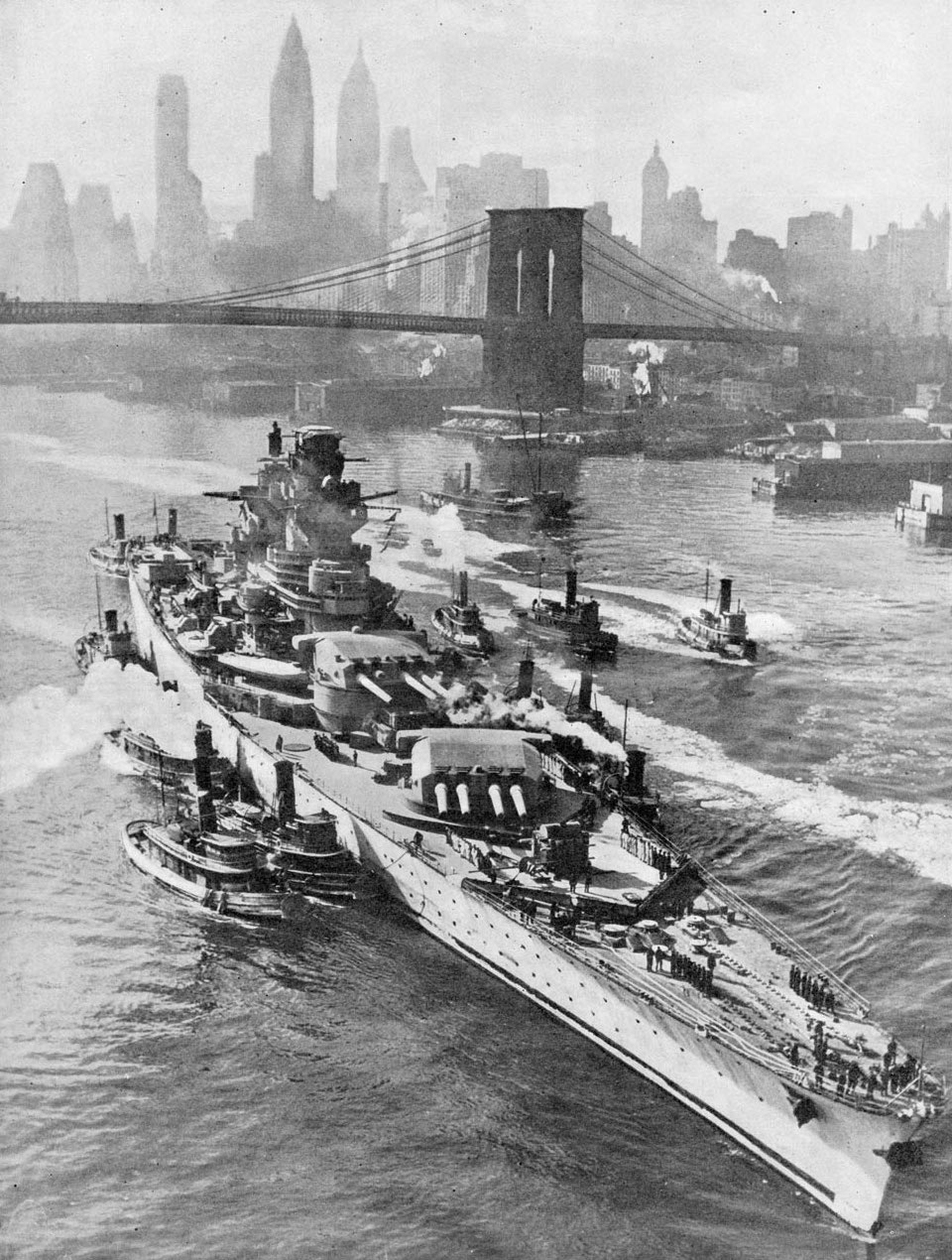
Le Richelieu arrive à New-York, en février 1943. Le télépointeur supérieur de la tour avant a été démonté pour passer sous le pont de Brooklyn. Notons le tube manquant à la tourelle II.

Les Alliés ayant débarqué le 8 novembre 1942 à Casablanca, Oran et Alger (opération « Torch »), les forces françaises présentes en Algérie, au Maroc, et celles ayant échappé aux Allemands en Tunisie reprirent le combat aux côtés des Alliés, rejointes dès le début décembre, par celles d’Afrique-Occidentale française (AOF). Le Richelieu, débarrassé de ses catapultes, de ses hydravions et de son artillerie contre-avions de 37 mm, appareilla, le 30 janvier 1943, pour New York, conduit par François Picard-Destelan (en), pour être modernisé à l’arsenal de Brooklyn, le passage sous le pont de Brooklyn à New York ayant nécessité le démontage du télépointeur supérieur avant de l’artillerie de 152 mm, qui n'avait jamais été mis en service. Pour autant, au moment où le Richelieu a repris le combat, les sentiments pétainistes de son encadrement demeuraient vifs. Lors de la réception donnée à New York, à l’occasion de l’arrivée du Richelieu, son commandant quitta la tribune officielle lorsque le représentant du général de Gaulle, Adrien Tixier, rappela que les Français libres n’avaient pas cessé de combattre l’ennemi depuis trois ans.

#### La refonte à New-York
À partir du 24 février 1943, on commença par remettre le cuirassé en état. Après deux ans et demi sans carénage dans des eaux tropicales, la coque fut nettoyée, les machines révisées, l'arbre d'hélice tribord latéral redressé, mais il fallut demander à la Bethlehem Steel Corporation de fabriquer un nouvel arbre d'hélice tribord central, qui fut installé en juin.
Pour l'artillerie principale, il fallut remplacer, à la tourelle II, les trois canons de 380 mm hors service, avec les canons installés sur le Jean Bart et transportés depuis Casablanca, la quatrième pièce servant à effectuer des tirs d'essai au polygone de Dahlgren (en). Mais se posait le problème des munitions, car si le Richelieu avait reçu, en novembre 1940, 316 OPfK de 380 mm Mle 1935, sa dotation en avril 1943 se limitait à 407 obus, et il fallait pallier la rupture des relations avec la France occupée, alors que l’U.S. Navy ne disposait pas de munitions de ce calibre. On dut passer commande à l'US Crucible Steel Company pour la constitution d'un stock de 1 530 obus de perforation, à partir de plans, dressés à Dakar, de l'OPfK de 380 mm Mle 1935 français. L'OPfK de 380 mm Mle 1943, mesurant 1,882 m, reprenait des caractéristiques de l'obus américain de 356 mm, en particulier le dispositif de coloration se limitait à colorer les gerbes comme les obus américains, et non les impacts comme les obus français. Les premières livraisons d'obus d'exercice intervinrent en août 1943, pour le début des essais, mais les écoles à feu montrèrent que les charges américaines de poudre MCI 420 n'étaient pas assez rigides et se déchiraient parfois au chargement, forçant à interrompre le tir pour nettoyer les chambres de tir. On décida pour les tirs de combat de conserver les gargousses de poudre S 21 de fabrication française.
L'artillerie secondaire de 152 mm fut entièrement révisée, mais pour les munitions, on put faire avec les obus américains utilisés sur les croiseurs légers des classes Brooklyn et suivantes, armés du canon de 152 mm/47 calibres Mark 16. L'obus de perforation pesait 58,8 kg, et 48 kg pour l'obus désigné par les Français comme OEA de 152 mm Mle 1943, pour le tir antiaérien. Pour le tir contre-avions des canons de 152 mm, le télépointeur supérieur de la tour avant qui n'avait jamais été mis en service, fut supprimé.
Pour la Défense Contre-Avions rapprochée, on installa une nouvelle artillerie antiaérienne de cinquante pièces simples Oerlikon de 20 mm Mk 4 dont deux groupes de neuf, à la place de l'ancien hangar d'aviation, et sur le brise-lames avant. Quatorze affûts quadruples Bofors 40 mm sont installés en trois groupes de quatre, sur la plage arrière, autour de la tour arrière, et autour de la tour avant, et deux affûts de part et d'autre de la tourelle II. Deux radars de fabrication américaine, conçus pour de petits bâtiments sont mis en place, sur le mât de la tour arrière, pour celui destiné à la veille surface, de type SF, et au sommet des télépointeurs de la tour avant, de type SA-2 pour la veille aérienne. Mais l’US Navy ne consentit pas à ce que le cuirassé pût recevoir un radar de conduite de tir,.
Le Richelieu, dont le déplacement a été accru de 3 500 tonnes, s'entraîna, en septembre 1943, dans la baie de Chesapeake, et atteignit la vitesse de 30,2 nœuds. La refonte déclarée achevée début octobre, le Richelieu retourna à Alger, pour être incorporé à la Mediterranean Fleet. Mais entretemps, l'armistice signé entre les Alliés et l'Italie rendait inutile l'affectation d'un cuirassé moderne supplémentaire en Méditerranée. Le cuirassé rallia Scapa Flow pour rejoindre la Home Fleet britannique qui surveillait les derniers grands navires de surface allemands en Norvège, mais, faute d'équipement moderne de conduite de tir, il ne participa pas à la bataille au cours de laquelle fut coulé le Scharnhorst, le 26 décembre 1943. Il reçut en début de 1944, un radar de conduite de tir du dernier modèle, le type 284 P4 de fabrication britannique. Il participa en février à la couverture du porte-avions HMS Furious de la Home Fleet sortis attaquer le trafic naval allemand au large de la Norvège septentrionale (Opération Posthorn, 10-12 février 1944).
Comme la Royal Navy disposait maintenant de trois cuirassés modernes, face au Tirpitz en Norvège, on envisagea de faire participer le Richelieu à la couverture du débarquement de Normandie, mais comme il ne disposait pas d'obus explosifs de 380 mm, pour le tir contre la terre, on y renonça et il fut désigné pour rallier l'Eastern Fleet britannique dans l’océan Indien.

#### Dans l’océan Indien, avec laFlotte britannique d'Orient

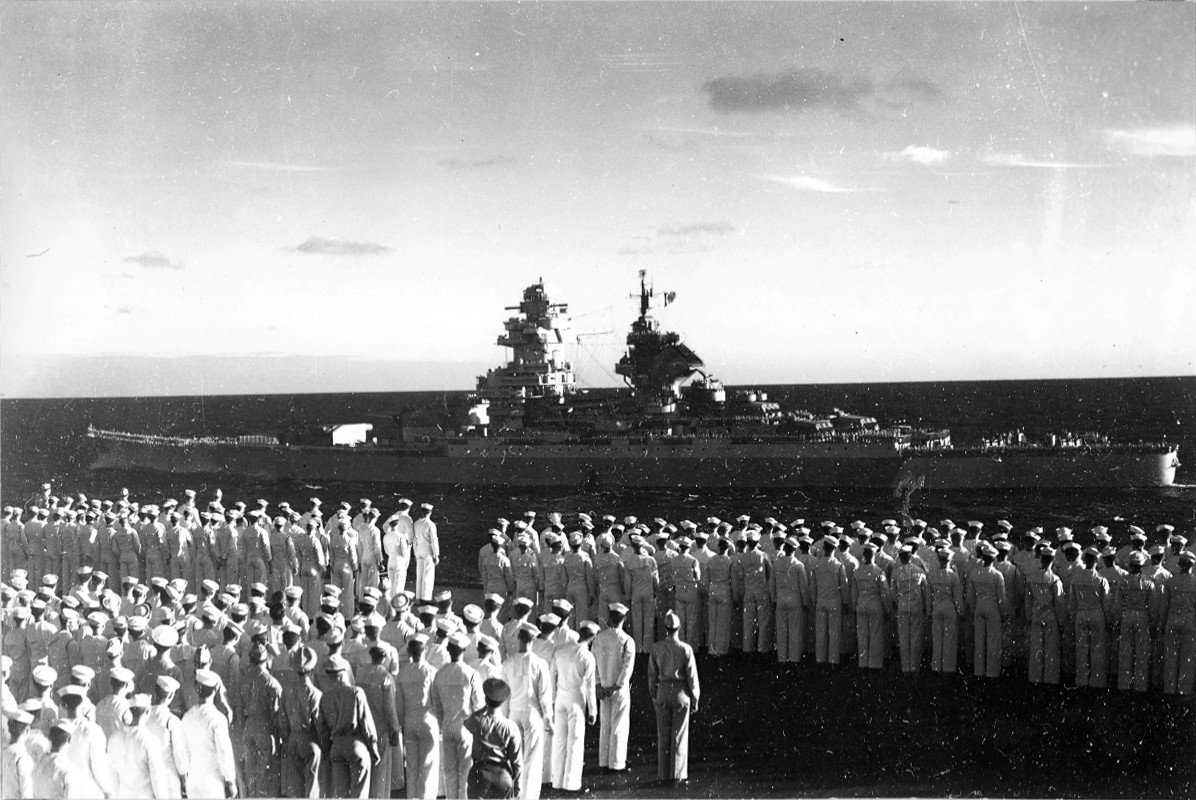
Le Richelieu, dans l'océan Indien, le 18 mai 1944, bord à bord avec l'USS Saratoga.

Après avoir traversé le canal de Suez, le navire arriva le 10 avril 1944 à Trincomalee, dans l'île de Ceylan, où il fut accueilli par la Flotte britannique d'Orient commandée par l'amiral Somerville. Il participa à la couverture des porte-avions effectuant des bombardements aériens de Sabang dès le 19 avril (Opération Cockpit, du 16 au 20 avril), de Surabaya (Opération Transom, du 6 au 27 mai). De passage à Colombo, il reçut la visite du vice-amiral Lord Louis Mountbatten, Commandant Suprême Allié en Asie du Sud-Est,. Puis, il participa à la couverture d'un bombardement aéronaval de Port-Blair, dans les Îles Andaman (Opération Pedal, du 19 au 29 juin) et prit part à un bombardement de Sabang (Opération Crimson, du 22 au 29 juillet). À cette occasion, il apparut que si les obus de perforation du Richelieu étaient, en action contre la terre, efficaces contre les ouvrages en béton, ils n'explosaient pas lorsqu'ils pénétraient dans le sol. Ceci conduisit à solliciter des Britanniques des obus explosifs spécialement conçus dans ce but. Désignés comme OEA de 380 mm Modèle 1945, ils ont figuré dans les inventaires de munitions du Richelieu et du Jean-Bart, jusqu'après la guerre.
Retournant en Méditerranée, pour subir un carénage, il fit escale à Alger, pour embarquer l'amiral Lemonnier, Chef d'État-Major Général de la Marine, et rentra à Toulon, le 1er octobre 1944, après 52 mois passés loin de la Métropole.
À Casablanca, on installa de nouveaux radars de fabrication britannique, pour la surveillance aérienne, du type 281 B, sur le mât de la tour avant, pour l'artillerie, du type 285 P, sur les télépointeurs de l'artillerie secondaire des deux tours, avec des unités automatiques de barrage (ABU), pour le tir de barrage antiaérien à 3 000 m des canons de 152 mm. Un nouveau radar de veille de surface, de fabrication américaine, plus puissant, du type SG-1 (qui avait montré son efficacité sur l'USS Washington, dès novembre 1942, devant Guadalcanal), fut installé sur le mât de la tour avant, le radar du type SF, installé aux États-Unis, étant déplacé vers le toit du blockhaus. Enfin, le cuirassé fut doté d'un système de brouillage des bombes planantes radio-guidées allemandes, qui avaient eu raison du cuirassé italien Roma et avaient gravement endommagé le HMS Warspite, en septembre 1943. Puis, il passa en carénage à Gibraltar.
De retour à Ceylan, en mars 1945, avec un équipage largement renouvelé, le Richelieu, rejoignit l'East Indies Fleet, qui avait pris la suite de l’Eastern Fleet, alors qu'une nouvelle British Pacific Fleet se constituait, basée à Sydney, autour de porte-avions et de cuirassés modernes aux ordres de l'amiral Sir Bruce Fraser, précédemment commandant de la Home Fleet, pour attaquer directement le Japon. Après avoir entrainé son équipage aux équipements nouveaux dont il avait été doté, le cuirassé participa à un nouveau bombardement de Sabang le 11 avril 1945, puis à la couverture d'un bombardement aérien de Padang, sur la côte occidentale de Sumatra, qui était en fait une diversion pour permettre une reconnaissance aérienne des sites des débarquements prévus à l'automne sur la côte de Malaisie (Opération Sunfish, du 9 au 20 avril 1945).
Le 3 mai 1945, le Richelieu participa à la flottille de couverture du débarquement britannique à Rangoon (opération Dracula) : débarquement sans combat, car les Japonais étaient déjà partis.
Les aérodromes de Car-Nicobar et des îles Andaman, aux mains des Japonais, pouvant constituer une menace sur le flanc des opérations alliées en Birmanie, ils furent bombardés, ainsi que les installations de Port-Blair, (Opération Bishop, du 27 avril au 7 mai). Au cours de cette opération, des servants des 20 mm Oerlikon de la plage avant souffrirent de brûlures provoquées par le souffle des 380 mm tirant dans l'axe,. Les Japonais voulant évacuer Car-Nicobar sous la protection du croiseur lourd IJN Haguro, une opération fut montée (Opération Dukedom) à laquelle participa le Richelieu, pour intercepter le croiseur japonais, mais celui-ci fut coulé par les destroyers avant que les grands navires soient parvenus à portée. À la fin du mois de mai 1945, des exercices de tir mirent clairement en évidence que le tir en salves des canons des demi-tourelles était à l'origine de la dispersion excessive observée pour l'artillerie principale.
En juillet-août 1945, le Richelieu fut envoyé en carénage à Durban, en Afrique du Sud. La coque fut nettoyée, les chaudières no 10 et 11, qui provoquaient des émissions excessives de fumée noire furent réparées, des 20 mm Œrlikon, en particulier ceux de la plage avant, furent remplacés par des affûts simples de 40 mm Bofors, et pour les 40 mm Bofors de la plage arrière, on renforça leur protection contre le souffle des 152 mm tirant dans l'axe. Lorsque le cuirassé fut de retour à Trincomalee, début septembre, le Japon avait capitulé. Les forces alliées continuèrent cependant d'avancer vers Singapour, sans rencontrer de résistance. Cependant une mine causa de légères avaries au Richelieu dans le détroit de Malacca, le 9 septembre 1945. Il fut présent à la capitulation japonaise de Singapour, le 12 septembre 1945,.
Le Richelieu participa ensuite, d'octobre à décembre 1945, au retour en Indochine des forces françaises, aux ordres du général Leclerc, qui félicita l'équipage pour sa participation aux opérations contre le Viet Minh devant Nha Trang.

### Après-guerre
Rentré en France au début de 1946, il connut la vie des bâtiments de guerre en temps de paix, rapatria des tirailleurs sénégalais à Dakar, transporta à Portsmouth l'équipage français qui allait embarquer sur le porte-avions Colossus, appelé à devenir l'Arromanches, effectua une visite officielle à Lisbonne, transporta le Président de la République dans un voyage en Afrique Occidentale Française, manœuvra avec l'escadre en Méditerranée et en Atlantique. Mais l'amiral Jaujard, qui y avait sa marque, jugeait ses installations insuffisantes pour accueillir l'état-major d'une force navale moderne, notamment le PC Transmissions et le Central Opérations. En 1948, le problème de la dispersion excessive lors des tirs en salve des canons d'une demi-tourelle, en raison d'un effet de sillage entre les obus, fut résolu en décalant la mise à feu des pièces voisines de 60 millisecondes, ce qui correspond à une cinquantaine de mètres entre les deux obus, ce qui divisa la dispersion par trois.
En 1951, au cours d'un grand carénage, il reçut de nouveaux canons de 380 mm, un nouvellement fabriqué, et trois qui avaient été saisis sur les Allemands, deux étant installés en batterie côtière en Norvège et en Normandie, et le troisième utilisé au polygone d'essais de Krupp, à Meppen. Mais les moyens budgétaires manquaient, alors qu'il fallait achever le Jean-Bart, pour mettre le Richelieu au niveau des technologies des années 1950, tandis que les avions étaient nettement plus performants qu'à la fin de la guerre. Divers projets, tels que le remplacement des affûts de 100 mm CAD Modèle 1931, soit par des tourelles doubles allemandes de 105 mm/65 SK C/33, dont les installations de direction de tir étaient encore très performantes, soit par les tourelles de 100 mm/55 Modèle 1945, telles qu'on voulait les installer sur le Jean-Bart, n'ont pas pu être mis en œuvre. Il fut affecté, de 1952 à 1956 au Groupe des Écoles de la Méditerranée, à Toulon. En 1954, ll reçut un nouveau radar, DBRC-10A, de fabrication française pour remplacer le radar d'artillerie britannique. Après avoir manœuvré une unique fois avec le Jean Bart, le 30 janvier 1956, il rallia Brest où il a formé « le groupe école de manœuvre Richelieu » à couple avec un vieux trois-mâts qui sert de logement, le Duchesse Anne. Il fut mis en réserve en août 1959, désarmé en 1967 puis démoli à La Spezia (Italie) en 1968-1969.
Le nom de Richelieu a été envisagé un moment pour le porte-avions nucléaire de la Marine nationale, actuellement en service depuis 2001, sous le nom de Charles de Gaulle.

## Sister-ships

### Jean Bart
Mis sur cale en décembre 1936 à Penhoët, dans la forme de construction Caquot, qui recevra plus tard le nom de « Forme Jean-Bart », le Jean Bart, était destiné à être l'exacte réplique du Richelieu. Les barbettes des deux tourelles latérales de 152 mm à double usage ne seront pas installées sur le Jean Bart, après qu'on a décidé à l'automne de 1939 d'y substituer sur le Richelieu des affûts de 100 mm antiaériens. Il est encore en construction lorsqu'éclate la Seconde Guerre mondiale. Il est mis à flot, avec six mois d'avance, le 6 mars 1940. Sa construction est accélérée, il est doté de la moitié de ses machines, les canons de 380 mm de sa tourelle avant sont installés, ainsi que quelques mitrailleuses pour servir contre avions. L'aménagement du canal reliant son site de construction à la mer doit lui permettre de prendre le large à la marée du 20 juin 1940. Son commandant, le capitaine de vaisseau Ronarc'h a reçu le 18 juin 1940 l'ordre de gagner immédiatement Casablanca, sinon de saborder le cuirassé. La nuit suivante, avec l'aide de quatre remorqueurs, il quitte sa cale de construction, sous les bombes de Luftwaffe et alors que les avant-gardes allemandes sont presque en vue, gagne le large et rallie Casablanca par ses propres moyens, achevant la traversée à plus de 22 nœuds,,.
À 75 % d'achèvement, n'ayant qu'une seule tourelle d'artillerie principale installée, les canons de la seconde tourelle abandonnés ou perdus, il est dépourvu d'artillerie secondaire, sans aucune installation de direction de tir, il ne dispose comme Défense Contre Avions que de deux affûts doubles de 90 mm Modèle 1930, de trois affûts doubles de 37 mm, et de 16 tubes de mitrailleuses de 13,2 mm (quatre affûts doubles et deux affûts quadruples). Au Maroc, les moyens font à peu près totalement défaut pour en poursuivre l'achèvement. Il reçoit quelques pièces supplémentaires de 90 mm et quelques mitrailleuses contre-avions. En 1942, sa tourelle d'artillerie principale est mise en état de tirer, et il est équipé du dispositif de « détection électro-magnétique », ancêtre français du radar.

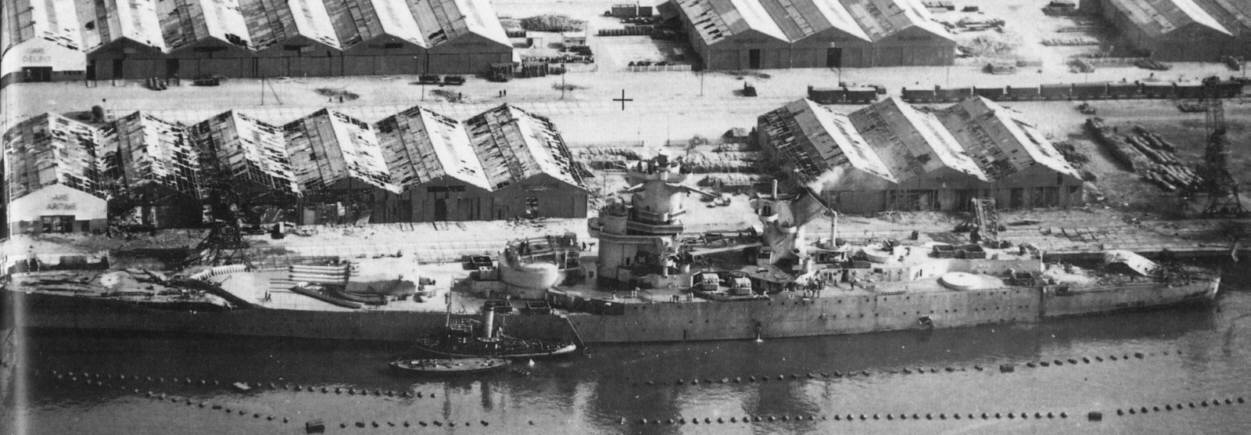
Le Jean Bart, endommagé, à Casablanca en 1942. On voit nettement la plage arrière qui a été soufflée par les bombes d'aviation.

Le 8 novembre 1942 lors du débarquement allié en Afrique du Nord, le Jean Bart ouvre le feu sur les forces navales américaines qui en assurent le soutien. Il est touché presque aussitôt par le cuirassé USS Massachusetts. Il aura reçu sept coups de 406 mm, dont un dans le magasin d'une tourelle de 152 mm, dont les conséquences eussent été dramatiques, si le magasin n'avait pas été vide, la tourelle n'ayant pas été installée. Deux jours plus tard, sommairement réparé, il recommence ses tirs et il subit alors une attaque aérienne qui l'endommage gravement et le fait s'échouer par l'arrière,. Le 18 novembre 1942, pour son rôle dans la défense de Casablanca, le capitaine de vaisseau Émile Barthes, commandant du Jean Bart, est nommé contre-amiral.
En 1943, les quatre canons de 380 mm de son artillerie principale, installés en 1940, sont démontés pour remplacer les pièces endommagées du Richelieu, que l'industrie de guerre américaine, qui doit en assurer la refonte, ne peut produire, tous les cuirassés modernes américains ayant une artillerie principale de 406 mm (en).
L'U.S. Navy refusant de prendre en charge son achèvement, aussi bien tel qu'il a été prévu, que transformé en hybride cuirassé-porte-avions, ou en cuirassé antiaérien, en réutilisant quatre canons de 340 mm du vieux cuirassé Lorraine, le Jean Bart reste à Casablanca. Il ne rentre en métropole que le 25 août 1945, pour entrer en carénage à Cherbourg, dans le seul bassin de radoub utilisable de la côte atlantique.
Après que le Conseil supérieur de la Marine a écarté l'idée, en septembre 1945, de le transformer en porte-avions,, il est mis en achèvement, au début de 1946, à l'arsenal de Brest, qui est en pleine reconstruction après les dommages considérables supportés au moment de la libération de la ville. Les travaux avancent donc lentement. Le Jean Bart émerge avec une nouvelle silhouette, la tour avant plus ramassée, surmontée d'un unique télépointeur. Il a été doté d'un bulge, qui est destiné à améliorer sa protection anti-torpilles, mais aussi à limiter l'accroissement de son tirant d'eau, en raison de l'augmentation de son déplacement, lié à l'installation prévue d'une artillerie antiaérienne très puissante (vingt-quatre canons de 100 mm, en six tourelles doubles de chaque bord, et quatorze « pseudo-tourelles » doubles de 57 mm sous licence Bofors): sa largeur maximale atteint 35,50 m. Il effectue ses essais en 1949, au cours desquels il dépasse la vitesse de 32 nœuds. Mais il n'est admis en service actif qu'en 1955, après avoir été doté de sa nouvelle artillerie antiaérienne rapprochée.
Le dernier navire de ligne construit aura été le HMS Vanguard (23) de la Royal Navy mis en service en 1946, mais équipé de canons de 15 pouces (381 mm) installés précédemment sur deux anciens croiseurs de bataille britanniques, HMS Glorious et HMS Courageous. Le Jean Bart sera le dernier cuirassé à entrer en service.
En 1955, il emmène le Président de la République en visite officielle au Danemark, puis participe aux États-Unis à la commémoration de l'intervention française au cours de la guerre d'Indépendance américaine.
Il est rattaché à l'escadre de la Méditerranée, début 1956. Lors de la crise de Suez en 1956, avec son artillerie principale limitée à une tourelle, et en n'ayant armé que la tourelle axiale de 152 mm, il transporte le 1er Régiment Étranger de Parachutistes, d'Alger à Chypre, puis participe aux opérations de débarquement en Égypte, devant Port-Saïd. Mais la protection contre-avions et les frappes contre la terre sont assurées par les avions de l'Aéronavale embarqués sur les porte-avions Arromanches et La Fayette,.
À partir de 1957, il est mis en réserve et ne sera plus utilisé que comme bâtiment-base pour les écoles de la Marine. Des projets de modernisation de son artillerie secondaire, ou de transformation en cuirassé lance-missiles, ne se concrétisèrent pas, ni sa transformation en bâtiment de commandement du Centre d'Études Nucléaires du Pacifique, pour lequel on lui préfèra le croiseur De Grasse moins coûteux à transformer. Condamné, il fut démoli à partir de septembre 1970, laissant au Yavuz turc, l'ancien croiseur de bataille allemand SMS Goeben, le privilège d'être, dans les eaux européennes, le dernier survivant à flot de l'ère des cuirassés.
Il n'aura jamais pleinement été opérationnel et n'aura connu que quatre ans de service actif, utile comme banc d'essais pour les nouveaux matériels français, radars et artillerie antiaérienne, mais à une époque où la force de frappe des marines modernes, tant à la mer qu'en action contre la terre, repose sur les porte-avions : de 1946 à 1960, trois porte-avions de construction britannique ou américaine sont opérationnels, dans la Marine nationale, avant la mise en service du premier porte-avions moderne de construction française, qui aura repris le nom du cuirassé qui aurait dû suivre le Jean Bart, le Clemenceau.

### Les cuirassés du Programme Supplémentaire 1938 bis
Outre le Jean Bart, deux autres unités du même déplacement étaient prévues au Programme Supplémentaire 1938 bis:
- le Clemenceau mis sur cale en 1939, qui restera inachevé (à 10 %) avant d'être démantelé après guerre, avec une disposition d'artillerie secondaire un peu différente, et une DCA plus fournie et plus moderne,
- et le cuirassé Gascogne, dont la mise sur cale prévue en octobre 1940 n'interviendra jamais (bien qu'une partie du matériel ait été approvisionnée), avec une artillerie principale, en deux tourelles quadruples, réparties, l'une à l'avant, l'autre à l'arrière.

L'année 1936 a marqué la fin de la politique de limitation des armements navals. Alors que le Royaume-Uni entendait bien obtenir, lors de deuxième conférence de Londres qui s'ouvrit début décembre 1935, que le calibre maximum des canons des cuirassés fût fixé à 356 mm, le Japon se retira de la conférence dès le 15 janvier 1936, annonçant qu'il n'acceptait plus aucune limitation, et l'Italie se retira également pour protester contre les « sanctions » prises à son encontre, à la suite de son agression contre l'Abbyssinie. Le second traité naval de Londres fut signé, le 25 mars 1936 par le Royaume-Uni, les États-Unis et la France, qui a refusé quant à elle, toutes autres limitations que celles qui s'appliquent aux cuirassés, le déplacement maximum maintenu à 35 000 tonnes et le calibre maximum abaissé à 356 mm. Mais les négociateurs américains ont obtenu l'introduction d'une clause « ascenseur », stipulant que les limites concernant les cuirassés que se sont imposées les signataires du Traité pourraient être dépassées, si l'Italie et le Japon n'avaient pas signé le Traité au 1er avril 1937.
Dès lors, la course aux armements reprend, la France a lancé, fin 1936, la construction du Jean Bart, second cuirassé de la classe Richelieu, et l'Allemagne, celle du Tirpitz. Aux États-Unis, la construction de nouveaux cuirassés avait été décidée, par le Vinson-Trammell Bill de 1934, mais pour les deux premières unités, la classe North Carolina, la mise en chantier fut différée pendant trois ans, en particulier en raison du choix du calibre, 356 mm ou 406 mm, dans l'attente de la position japonaise. Le Royaume-Uni entreprit en 1937 la construction de cinq cuirassés, la classe King George V (1939), et décida, fidèle à ses positions antérieures, que ce seraient des navires de 35 000 tonnes, armés de canons de 356 mm. Devant les atermoiements japonais, les Américains optèrent pour le calibre de 406 mm. La position française, exprimée par le Ministre de la Marine, le 13 juin 1938, était de ne pas construire de cuirassé d'un déplacement supérieur à 35 000 tonnes avec un calibre supérieur à 380 mm, tant qu'une puissance européenne ne serait pas allée au-delà, position qui demeura inchangée après la signature, le 30 juin 1938, du protocole signé avec le Royaume-Uni et les États-Unis, portant à 45 000 tonnes et 406 mm les limites applicables au déplacement et au calibre des cuirassés
C'est dans ces conditions que l'amiral Darlan avait décidé, début décembre 1937, de lancer les études pour deux nouveaux cuirassés, avec l'idée de tirer les conséquences des essais que le Dunkerque était en train d'effectuer, alors que se trouvaient remis en cause certains des choix qui avaient présidé à sa conception, l'artillerie principale « tout à l'avant », comme sur la classe Nelson, ou l'artillerie secondaire à double usage, anti-navire et antiaérienne. La vitesse et la protection devaient correspondre à celles du Richelieu.
Le Service technique des constructions navales étudia trois projets. Le Projet A reprenait la disposition d'artillerie principale du Richelieu, avec l'ajout d'une artillerie AA de 100 mm, voire de 130 mm. Le projet B avait une artillerie principale en tourelles quadruples, une à l'avant et une à l'arrière. Le projet C avait deux tourelles triples à l'avant et une tourelle triple à l'arrière. Mais cette disposition conduisait à un déplacement de l'ordre de 40 000 tonnes, elle ne fut donc pas soumise au choix du Chef d'État-Major Général. Cependant lorsque les services de renseignements français, au cours de l'été 1939 auront averti de la mise sur cale, dans le plus grand secret, de deux cuirassés allemands, supposés avoir un déplacement de 40 000 tonnes et armés de canons de 406 mm (ce sont en réalité les deux premiers bâtiments, du Plan Z, du type H 39), et que les études seront lancées pour deux cuirassés dépassant 35 000 tonnes, ce que l'on appelle parfois la classe Alsace, le projet C servira de base de travail.
En mars 1938, pour les cuirassés qui devaient faire partie du Programme supplémentaire 1938 bis, l'amiral Darlan retint les variantes A 2 et B 3ter.

#### Clemenceau
La variante A 2 différait du Richelieu dans sa version de l'époque à cinq tourelles de 152 mm, en ce que l'artillerie secondaire ne devait plus comporter que quatre tourelles dont deux tourelles axiales superposées à l'arrière.
L'amiral Darlan considérait que l'ensemble des trois tourelles à l'arrière du Richelieu était un gaspillage de poids. Un dispositif en deux tourelles axiales permettait d'avoir la même bordée de six pièces, et l'économie du poids de la troisième tourelle, soit 300 tonnes, aurait permis d'ajouter six affûts AA de 100 mm, au prix d'une diminution de neuf à six du nombre de pièces tirant dans l'axe en retraite, ce qui paraissait acceptable. Les tourelles de 100 mm auraient été placées pour deux d'entre elles à l'avant de la superstructure, au-dessus de la tourelle d'artillerie principale avant, et pour les quatre autres, deux de chaque bord, à hauteur de la cheminée et de la tourelle supérieure arrière de 152 mm. Dans la mesure où les tourelles latérales de 152 mm au milieu du navire étaient destinées à couvrir les attaques venant de l'avant, il était rationnel de placer l'artillerie antiaérienne sur leur arrière, pour en éviter les effets de souffle. De plus, pour éviter complètement aux servants de ces tourelles doubles de 100 mm AA de subir ces effets de souffle des tourelles de 152 mm latérales, elles auraient été d'un nouveau modèle, le Modèle 1937, entièrement fermées, communément désignées « du type aviso-dragueur », car elles avaient été prévues pour les dragueurs des classes Élan et Chamois, mais aussi pour les torpilleurs de la classe Le Fier, et comme artillerie secondaire sur les croiseurs de la classe De Grasse. Ces tourelles auraient eu un blindage pare-éclats de 30 mm.
Toutefois la disposition axiale des tourelles arrière de 152 mm aurait eu pour conséquence d'entrainer une réduction vers l'avant de la longueur du hangar d'aviation. Mais la suppression des tourelles arrière latérales de 152 mm aurait permis d'en augmenter la largeur, de façon que les deux avions qui devaient y être accueillis l'auraient été de front et non plus en ligne. Par ailleurs la superposition des tourelles de 152 mm arrière avait un prix en termes de poids de blindage, car la barbette de la tourelle superposée se trouvait avoir une partie plus importante au-dessus du pont blindé supérieur et le blindage devait y être plus épais. En contrepartie on aurait diminué l'épaisseur du blindage des tourelles de 152 mm, par rapport à ce qu'il était sur le Richelieu, avec 116 mm au lieu de 130, sur la face avant, mais aussi réduit l'épaisseur de la ceinture blindée à 320 mm d'épaisseur, et l'arrière des tourelles d'artillerie principale à 250 mm.
La superposition de deux tourelles de 152 mm à l'arrière, au-dessus du hangar aurait, enfin, conduit à surélever de deux à trois mètres le télépointeur auxiliaire de l'artillerie principale et la cheminée . Pour la conduite du tir contre-avions, deux télépointeurs dotés de télémètres stéréoscopiques OPL de 5 mètres auraient été installés sur les côtés de la tour avant. Pour compenser cette augmentation de poids et réduire le poids dans les hauts, le télépointeur intermédiaire de la tour avant, pour le tir anti-navires des tourelles de 152 mm aurait été supprimé. En contrepartie, les deux télépointeurs restant pour l'artillerie de 152 mm, celui du tir antiaérien, sur la tour avant, et le télépointeur auxiliaire sur la tour arrière auraient été dotés de télémètres stéréoscopiques OPL de 8 mètres au lieu de 6 mètres.
L'artillerie antiaérienne rapprochée aurait été constituée d'une batterie de six tourelles ACAD de 37 mm Mle 1935, dont on escomptait qu'elles seraient disponibles fin 1940. Elles auraient été disposées de chaque bord, quatre à hauteur de l'arrière de la superstructure, un pont au-dessus des tourelles de 100 mm CAD Mle 1937, et deux sur le pont du gaillard d'avant, à hauteur de l'arrière de la tourelle II d'artillerie principale. Les télépointeurs dédiés à cette batterie de 37 mm auraient été installés, pour le groupe de tourelles arrière, entre celles-ci, mais un pont au-dessus, pour les deux tourelles avant, un pont au-dessus, à hauteur de la tourelle II. Deux affûts quadruples de 37 mm dits « zénithaux » auraient été installés sur l'arrière, un de chaque bord, à proximité de l’extrémité du hangar d'aviation.
Le cuirassé de ce type reçut le nom de Clemenceau.
Sa mise en chantier fut décidée le 24 août 1938, et la mise sur cale dans le bassin du Salou intervint le jour même où la coque, incomplète, du Richelieu y avait été mise en eau, le 17 janvier 1939. Les travaux avancèrent lentement, car la construction n'a pas reçu la même priorité, à partir de septembre 1939, que la construction de Richelieu et du Jean Bart. Au moment de l'occupation allemande, un tronçon de coque de 130 m avait été construit. Il fut déclaré butin de guerre par les Allemands, et enregistré par la Kriegsmarine comme cuirassé R. En 1941, il fut mis en état de flotter, et remorqué hors du bassin, pour être amarré près de la base de sous-marins ou à Landevenec. Il fut coulé, le 27 août 1944 lors des bombardements alliés qui précédèrent la libération de Brest. Relevée, l'épave fut démantelée après la guerre.

#### Gascogne
La variante B 3ter différait plus profondément du Richelieu. L'artillerie principale répartie entre l'avant et l'arrière, rétablissait la possibilité d'un tir d'artillerie principale en retraite, et écartait totalement le risque d'une salve malheureuse détruisant toute l'artillerie principale, ainsi que le risque inhérent à la proximité des magasins des tourelles de l'artillerie principale. La tourelle d'artillerie principale à l'arrière, que les Italiens avaient dû surélever, pour limiter l'effet du souffle de ses pièces sur les installations d'aviation, conduisit à envisager de placer celles-ci au centre du navire, comme sur le Bismarck ou sur les cuirassés de la classe King George V, ce qui réduisait la gêne résultant des mouvements de la poupe, par mer un peu formée.
Toute l'artillerie de 152 mm se trouvait limitée à trois tourelles, disposées sur l'axe du navire, deux tourelles superposées, derrière la tourelle d'artillerie principale avant, et une au-dessus de la tourelle d'artillerie principale arrière. Pour éviter que l'explosion de la soute des pièces de 152 mm n’entraîne celle de la tourelle d'artillerie principale la plus voisine, il fallut les doter d'un blindage plus épais de 150 mm (au lieu de 100 mm) pour la barbette, 155 mm (au lieu de 130) pour la face avant, 135 à 85 mm (au lieu de 70 mm pour les côtés). Il n'y a pas de preuves qu'ait été tranchée la question d'une réduction du pont blindé supérieur de 170/150 mm à 150/140 mm. Au moment où il fut décidé d'enlever les deux tourelles centrales de 152 mm sur le Richelieu et de ne pas en installer sur le Jean Bart, l'idée a été avancée de les réinstaller sur le Clemenceau, et d'utiliser sur la Gascogne, celles qui auraient dû être fabriquées pour le Clemenceau. L'inachèvement de la construction des deux cuirassés fera qu'il n'en sera évidemment rien. L'artillerie antiaérienne devait comporter huit affûts de 100 mm, au lieu de six sur le Clemenceau.
La formule de la variante B 3ter avait la préférence de l'Amirauté. L'amiral Darlan qui s'y était beaucoup investi fit donner au cuirassé de ce type le nom de Gascogne, le nom de la province où il était né. Dès lors pourquoi avoir aussi retenu la variante A 2 ? La réponse est liée à l'utilisation des capacités de construction.
La mise en eau du Richelieu, prévue pour janvier 1939, rendait le bassin du Salou de l'Arsenal de Brest disponible pour la construction d'un nouveau cuirassé neuf mois après le choix de l'Amirauté. La forme Caquot à Saint-Nazaire ne devait être disponible qu'à la mise en eau du Jean Bart, prévue en août 1939. La cale no 1 à Penhoët, où avait été construit le Strasbourg, devait accueillir en novembre 1938, la construction du porte-avions Joffre, jusqu'en 1941. Or la nouveauté de la formule du cuirassé Gascogne ne permettait de disposer de plans définitifs en neuf mois : beaucoup de choses étaient à revoir, ainsi la tour avant se situait en arrière du maître-bau sur le Richelieu, et à peu près à hauteur du maître-bau, sur la Gascogne, et la position de l'artillerie AA de 100 mm et des installations d'aviation fit d'ailleurs l'objet de longues discussions, qui aboutirent à repositionner ces dernières à la poupe, mais en installant le hangar sous le premier pont. Il fallait donc choisir, pour la première unité à construire, un bâtiment plus proche du Richelieu : c'était le cas de la variante A 2. On pouvait espérer en revanche avoir achevé les plans définitifs de la variante B 3ter pour la date de la mise en eau du Jean Bart.
Finalement, après un premier projet de décembre 1938 avec deux catapultes latérales au centre du navire et un hangar entre la tour avant et la cheminée, on en revint à l'installation de l'aviation à l'arrière, car le choix du centre du bâtiment pour les installations d'aviation aurait conduit à rapprocher exagérément l'artillerie contre-avions des artilleries principale et secondaire. On choisit donc d'installer les huit tourelles doubles de 100 mm CAD Mle 1937 en quatre groupes de deux, de chaque côté de la superstructure. Un groupe de deux télépointeurs avec des télémètres OPL de 5 mètres aurait été installé sur la tour arrière, à la place du télépointeur auxiliaire de l'artillerie de 152 mm. Les six tourelles doubles de 37 mm ACAD Mle 1935 auraient été installés, avec un groupe de deux tourelles, et leurs deux télépointeurs dédiés, à hauteur de la tour arrière, et un groupe de quatre tourelles, à hauteur de la tourelle avant de l'artillerie principale, mais les deux télépointeurs dédiés se seraient trouvés, un pont plus haut, au centre du bâtiment. Quant aux deux affûts de 37 mm CAQ « zénithaux », ils n'auraient pas pu être installés à l'arrière, où ils auraient excessivement souffert du souffle de la tourelle arrière de 380 mm, ils auraient donc été repositionnés au centre du bâtiment.
Les installations d'aviation auraient comporté une seule catapulte axiale, une grue, et sous le premier pont, un hangar d'aviation, accessible par un ascenseur, pour deux hydravions, d'un type nouveau, qui y auraient été installés en ligne, ailes repliées. Un troisième appareil aurait pu être garé sur le pont arrière, à bâbord. Le type d'appareil retenu, le Farman/SNCAC NC 420, hydravion à coque bimoteur, ne dépassa le stade du prototype, qui n'a jamais volé.
Les premiers marchés de matériels pour la construction de la Gascogne ont été passés dès juin 1939. En juin 1940, cela représentait 6 % du matériel, et les marchés avec les Ateliers et Chantiers de la Loire et les Chantiers de Penhoët pour la construction de la coque étaient en cours de visa. L'occupation allemande ne permettra pas d'aller plus loin.
Deux unités de 40 000 tonnes, d'une classe dite classe Alsace, avec trois tourelles triples de 380 mm, deux à l'avant, une à l'arrière, sont envisagées en 1940. Ce sont des extrapolations de la classe Richelieu, elles ne connaîtront aucun début de réalisation.